# La Maison d'Âpre-Vent
Vous lisez un « article de qualité » labellisé en 2013.  Il fait partie d'un « thème de qualité ».
La Maison d'Âpre-Vent,,, en anglais Bleak House, est le neuvième roman publié par Charles Dickens, d'abord en vingt feuilletons entre mars 1852 et septembre 1853, puis en un volume en 1853.
Bleak House, premier des grands romans panoramiques de Dickens, décrit l'Angleterre comme une bleak house, c'est-à-dire une « demeure de désolation », que ravage un système judiciaire irresponsable et vénal, incarné par le Chancelier (Chancellor), engoncé dans sa gloire « embrumée » de la Chancellerie (Court of Chancery). L'histoire décrit une succession contestée devant le tribunal, l'affaire « Jarndyce contre Jarndyce »,, qui affecte de près ou de loin tous les personnages et concerne un testament obscur et de grosses sommes d'argent. Les attaques dirigées par l'auteur contre l'appareil judiciaire s'appuient sur l'expérience que Dickens en avait acquise en tant que clerc. Sa mise en scène sans complaisance des lenteurs, du caractère byzantin de la loi et de la cour de justice reflète l'exaspération montante de son époque vis-à-vis du système, et il a parfois été jugé que le roman avait préparé les esprits aux réformes des années 1870. Mais Dickens écrit à un moment où le système est déjà en train de changer : si les « six clercs et maîtres » cités dans le premier chapitre ont été respectivement supprimés en 1842 et en 1852, la question d'une réforme encore plus radicale est à l'ordre du jour. Ce contexte pose le problème de la période dans laquelle l'action de La Maison d'Âpre-Vent est supposée se dérouler ; à s'en tenir aux seuls faits historiques, celle-ci se situerait avant 1842, ce dont un certain nombre de lecteurs auraient eu conscience, mais cette datation bute sur d'autres aspects, si bien que le débat reste ouvert.
L'une des grandes originalités de ce roman est qu'il utilise deux narrateurs, l'un, à la troisième personne, rendant compte des démêlés de la loi et du beau monde, l'autre, à la première personne, incarné par Esther Summerson qui raconte son histoire personnelle. Par le stratagème de la double narration, procédé que Paul Schlicke juge « audacieux », Dickens lie, tout en les opposant, l'expérience domestique d'Esther aux grands problèmes sociaux. Le récit d'Esther culmine en la découverte de ses origines : enfant illégitime d'une aristocrate, Lady Dedlock, abandonnée à sa naissance et élevée par une tante malveillante, cette jeune femme reste peu sûre d'elle-même, accueillant avec gratitude la petite considération qu'elle reçoit de la société patriarcale qui l'entoure. Sa situation reflète celle de la communauté tout entière, que minent des privilèges ancestraux faisant fi de ses aspirations et besoins, avec des institutions sclérosées vouant les enfants à l'orphelinat et les habitants aux taudis, tandis qu'une prétendue philanthropie asservit plus qu'elle ne libère ses récipiendaires.
La Maison d'Âpre-Vent fait écho à de nombreux événements marquants de la vie de Dickens et reflète la plupart de ses préoccupations personnelles, politiques et sociales. C'est aussi un livre novateur par sa conception, son organisation et certains aspects de son style. À ce titre, il constitue un jalon dans l'évolution de son œuvre, ce que l'anglais appelle un watershed novel (un « roman charnière »), souvent caractérisé comme le premier d'une série appartenant à sa dernière manière. De plus, les critiques s'accordent sur ce point, c'est l'une de ses œuvres les plus remarquablement achevées.

## Genèse et composition
Charles Dickens est, à son habitude, pris dans un tourbillon d'activités entre la fin de David Copperfield en octobre 1850 et le début de La Maison d'Âpre-Vent, gérant sa revue Household Words lancée le 27 mars 1850, rédigeant son Histoire de l'Angleterre pour les enfants (A Child's History of England) dont la parution en feuilleton commence en janvier 1851, et se donnant corps et âme au théâtre lors de tournées nationales souvent longues et toujours harassantes.

### Un zèle réformiste au zénith
Les responsables de l'édition Pilgrim de sa correspondance notent que son zèle réformiste est à son zénith : c'est l'époque où, avec Angela Burdett-Coutts, il fonde Urania Cottage, établissement destiné à accueillir les femmes dites « perdues »,,, et où il s'intéresse aux ragged schools, écoles fondées pour les enfants démunis, plaidant en vain auprès du gouvernement pour une augmentation des crédits qui leur sont dédiés et leur allouant lui-même des fonds ; il prend souvent aussi la parole en public pour dénoncer les abus qu'il réprouve, en plus des nombreux articles qu'il rédige dans sa revue hebdomadaire. Il n'est donc pas étonnant que la plupart de ces préoccupations trouvent leur place dans l'ambitieux roman qu'il vient de commencer.

### Morbidité et deuils

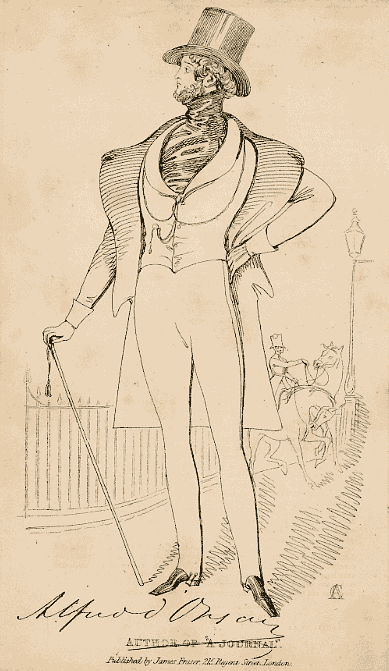
Alfred d'Orsay vers 1830.

Paul Schlicke écrit qu'une certaine morbidité l'a envahi : son épouse Catherine est malade et il la conduit aux eaux de Malvern en mars 1851 ; son père meurt peu après des suites d'une opération ; deux semaines plus tard, c'est sa petite fille Dora qui décède tandis qu'il préside un dîner de gala donné en aide à une fondation pour le théâtre. Par ailleurs, alors que La Maison d'Âpre-Vent est en train, des amis très chers disparaissent les uns après les autres : Richard Watson, rencontré chez les Haldimand en leur demeure suisse d'Ouchy, le Denantou, que Dickens fréquente souvent à Rockingham Castle et à qui il a dédié son David Copperfield ; puis Alfred d'Orsay, le dandy français inventeur d'un coupé hippomobile et familier des salons littéraires londoniens, disparu le 4 août 1852 ; puis encore Catherine Macready, l'épouse du célèbre acteur, bientôt suivie, le 14 septembre 1852, du duc de Wellington que Dickens admire, comme nombre de ses concitoyens, dont le révérend Patrick Brontë, père des célèbres romancières et poétesses. Entre-temps, son dernier enfant est né, Edward Bulwer Lytton, surnommé Plorn, plus tard l'un de ses favoris, mais à l'époque un bébé « dont en somme [il] aurait préféré se passer »,.

### Premières inspirations
Le roman se trouve d'abord mentionné dans une lettre à Mary Boyle, où il évoque « les premières ombres d'une nouvelle histoire planant autour de lui comme autant de fantômes »,. Le 17 août, il écrit à Angela Burdett-Coutts qu'il a un nouveau livre en tête, « pour le long cours. [D'où] une agitation extrême et de vagues idées de partir pour je ne sais trop où, qui, sans que j'en sache la raison, sont comme les symptômes d'un nouveau malaise ». Le 7 octobre, il écrit à Henry Austin que l'histoire « virevolte dans sa tête » et qu'il éprouve « le besoin impérieux d'écrire ». Cependant, la famille déménage de Devonshire Terrace à Tavistock House, et les travaux en cours dans la nouvelle résidence l'empêchent de travailler jusqu'en novembre. Le 21 novembre, cependant, il demande à Frederick Evans d'annoncer une première publication en mars et, le lendemain, il écrit à William Bradbury qu'il est « prisonnier de son bureau toute la journée », puis, le 7 décembre, qu'il ne lui reste, pour terminer le premier numéro, qu'à parfaire le « dernier petit chapitre »,.

### Des choix de titre révélateurs

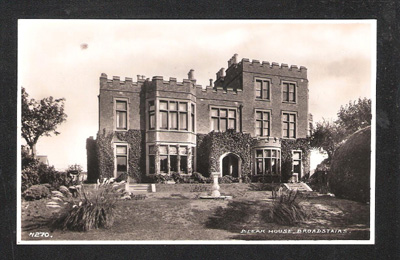
« Bleak House » à Broadstairs, probable modèle de la demeure de Mr Jarndyce.

Comme toujours, le titre n'est arrêté qu'au dernier moment, les différentes possibilités évoquées donnant une bonne indication de la tonalité générale du livre. Sylvère Monod fait remarquer qu'« [i]l est peu d'auteurs anglais pour lesquels le mot bleak eût évoqué une idée de confort et de cordialité ». Dans les lettres ou les Memoranda de Dickens apparaissent East Wind (« Le Vent d'est »), référence aux humeurs de Mr Jarndyce, Tom-All-Alone, le nom du taudis où vit le petit Jo revenant plusieurs fois, ou The Solitary House (« La Maison solitaire »), The Ruined House (« La Maison en ruines »). Les mots building, factory, mill (« bâtiment », « usine », « manufacture ») avec diverses propositions relatives, telles que that never knew happiness (« qui ne connut jamais le bonheur »), that was always shut up (« qui était toujours fermée »), where the grass never grew (« où l'herbe ne poussait jamais »), where the wind howled (« où hurlait le vent »), sont également cités, et, souligne Monod, la formule that got into Chancery and never got out (« qui entra dans la Chancellerie et n'en sortit jamais ») remplace peu à peu toutes les autres. Enfin s'impose Bleak House, d'abord avec l'appendice Academy et la formule précédemment évoquée, puis en association avec le vent d'est (Bleak House and The East Wind), encore mentionné dans les notes pour les deux premiers numéros, puis débarrassé de tout ajout, qui, une fois définitivement retenu, suscite l'enthousiasme de l'auteur et reste « le seul titre [ayant] vu le jour ».

### La Chancellerie en ligne de mire

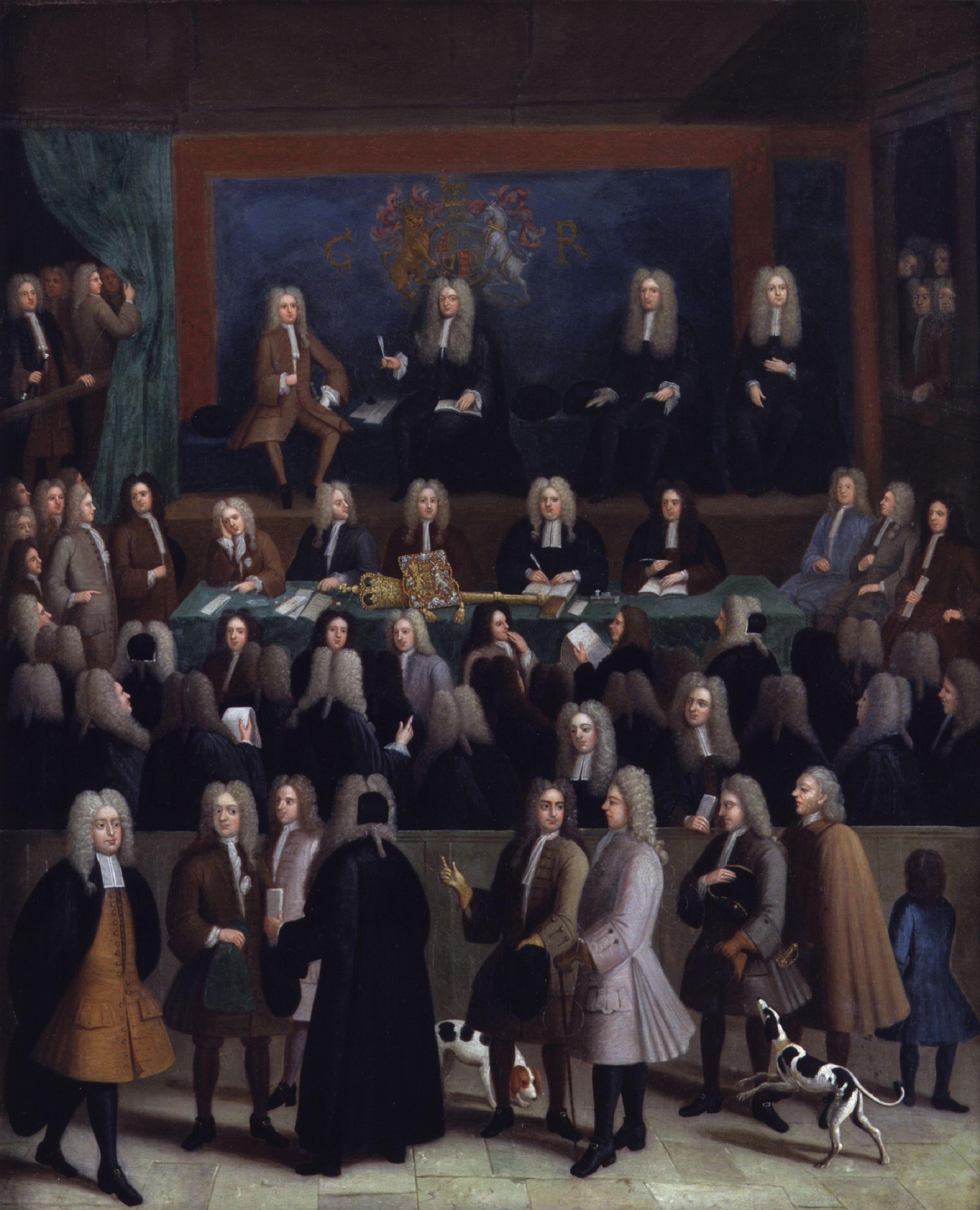
La Chancellerie sous George Ier (roi de Grande-Bretagne), par Benjamin Ferrers.

Dès le départ, Dickens a eu la Chancellerie (Chancery) comme sujet principal. Déjà en décembre 1851, il écrit à son ami journaliste William Henry Wills pour le remercier de lui avoir fourni des renseignements sur les affaires qui y sont traitées et lui exprime sa surprise devant les coûts colossaux qu'elles engendrent : « J'avais modestement limité mes coûts à quelque quarante à cinquante livres », et au chapitre I, il les porte de « soixante à soixante-dix » (SIX—TY TO SEVEN—TY) [sic],. L'année suivante, en réponse aux critiques sur son retard à réclamer des réformes du système judiciaire, il réplique que, dès son premier roman, il l'a fait « avec toute l'indignation et l'intensité nécessaires » en dépeignant « la longue torture et l'agonie d'un prisonnier de la Chancellerie »,. Et tout au long de la rédaction de Bleak House, il revient à la charge. Par exemple, après le chapitre 39, alors qu'il vient d'introduire Mr Vholes dans le récit, il proclame dans une lettre à Angela Burdett-Coutts sa conviction que « le seul principe intelligible et permanent de la loi anglaise est de se servir elle-même », ou encore, deux mois plus tard, dit à la même correspondante : « Je crois que l'Ogre représente l'incarnation de la Loi, broyant les os du pauvre bougre pour s'alimenter »,. Et même quand il rédige les dernières pages, il sollicite encore W. H. Wills pour « coller aux faits » lors de la mise au point de sa préface. Enfin, dernière saillie ironique, il publie dans Household Words, alors même que le roman est terminé, un article intitulé Legal and Equitable Jokes (« Blagues relevant du droit et de la justice »),.

### Une rédaction sans grand heurt
Pendant les deux années de la rédaction, Dickens reste maître de son sujet, sans grande panne d'inspiration ni changement majeur de plan, travaillant, comme le révèle ses lettres, dans l'enthousiasme : « à toute vapeur », « de quoi frapper les esprits », « du beau travail », écrit-il à divers correspondants. La tâche est rude cependant, et, pour s'y consacrer entièrement, il annule certains rendez-vous : ainsi, il décline l'invitation de Catherine Gore, une consœur férue de romans dits « à la cuiller d'argent », en expliquant que « lorsque j'ai un livre à écrire, je dois lui accorder la première place dans mon existence » ; et, le mois suivant, il déclare à W. H. Wills qu'il est « constamment accaparé par Bleak House ». Le numéro consacré au meurtre de Tulkinghorn se termine juste avant la date limite pour la publication, et à son ami John Forster, Dickens confie que le surmenage « lui fend la tête ». Quelquefois, il se décrit dans un état proche de la frénésie, « devant [se] lever à cinq heures chaque matin pour [se] mettre furieusement à la tâche, tant et si bien qu'arrivé midi, [il] est comme dans un état comateux ». La rechute d'une maladie rénale contractée pendant l'enfance le cloue au lit pendant six jours et l'envoie à Boulogne-sur-Mer pour se rétablir, mais, le 18 juin, il écrit qu'il vient « d'écrire la moitié du numéro avec la plus grande facilité », puis, qu'il se consacre « bec et ongles » à sa tâche. Mi-août, il annonce triomphalement dans les bureaux de Household Words qu'il a terminé son livre, « de belle manière, du moins je l'espère »,.
En février 1853, Dickens est aux prises avec George Henry Lewes qui publie deux lettres ouvertes dans le Leader. La controverse porte sur la combustion humaine spontanée qui tue Krook au chapitre 32 : Lewes argue de l'impossibilité d'un tel phénomène et Dickens répond par deux longues lettres citant des références qu'il juge irréfutables, reprenant ensuite l'argument dans sa préface de septembre 1853. Paul Schlicke écrit que, si Dickens avait scientifiquement tort, la plupart de ses lecteurs sont d'avis que cette mort relève de la plus audacieuse imagination,.
Un banquet à Boulogne fête la conclusion de Bleak House le 22 août : sont invités les éditeurs Bradbury and Evans et ses amis intimes, Mark Lemon et Wilkie Collins. Phiz s'est excusé ; et le 27 août, il jubile auprès de Mrs Watson : « L'histoire plaît énormément ; je n'ai jamais eu autant de lecteurs. »

### Une réflexion sur son art
La rédaction de ce long et complexe roman a conduit Dickens à s'interroger sur son art dans plusieurs lettres à divers correspondants. Il y discute des rapports entre fiction et réalité, et aussi de ce qu'il appelle « les buts et le pouvoir de la fiction », soulignant qu'en ce qui le concerne, il fait la juste part entre l'expérience et l'imagination. Il met en exergue son obstination et sa patience, son obstination à la tâche, la concentration dont il fait preuve. Il proclame qu'il s'efforce toujours, par respect pour ses lecteurs, de garder l'objectivité indispensable à la vraisemblance, d'où sa méfiance des théories et aussi d'une causalité fondée sur le simple caprice.

## Contrat, texte, publication et illustrations
La Maison d'Âpre-Vent a été le dernier roman de Dickens à être publié par Bradbury and Evans selon les termes de l'accord du 1er juin 1844 qui l'engageait pour huit années — peu après, un nouveau contrat était signé pour un livre de moindre envergure qui s'avèrera être Les Temps difficiles —. Sylvère Monod a relevé le travail effectué sur les épreuves : pas moins de quarante compositeurs d'imprimerie ont été à l'œuvre, Dickens a fait sept cents retouches et laissé cent cinquante-neuf variantes sans correction.

### Calendrier des parutions en feuilleton
| Numéro | Date           | Chapitres |
| ------ | -------------- | --------- |
| I      | Mars 1852      | (1–4)     |
| II     | Avril 1852     | (5–7)     |
| III    | Mai 1852       | (8–10)    |
| IV     | Juin 1852      | (11–13)   |
| V      | Juillet 1852   | (14–16)   |
| VI     | Août 1852      | (17–19)   |
| VII    | Septembre 1852 | (20–22)   |
| VIII   | Octobre 1852   | (23–25)   |
| IX     | Novembre 1852  | (26–29)   |
| X      | Décembre 1852  | (30–32)   |
| XI     | Janvier 1853   | (33–35)   |
| XII    | Février 1853   | (36–38)   |
| XIII   | Mars 1853      | (39–42)   |
| XIV    | Avril 1853     | (43–46)   |
| XV     | Mai 1853       | (47–49)   |
| XVI    | Juin 1853      | (50–53)   |
| XVII   | Juillet 1853   | (54–56)   |
| XVIII  | Août 1853      | (57–59)   |
| XIX–XX | Septembre 1853 | (60–67)   |

### Commentaires

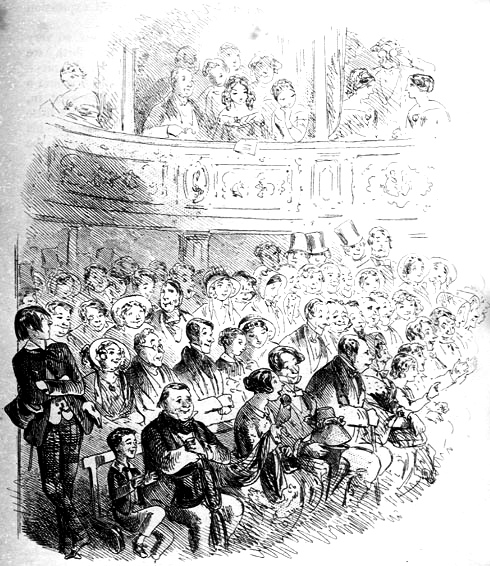
La plaque no 9, représentant Mr Guppy au désespoir (Phiz).

Le roman a paru en quatre éditions durant la vie de Dickens. Publié d'abord en feuilleton mensuel, de mars 1852 à septembre 1853, il est édité en un volume en septembre 1853, puis en édition bon marché (cheap edition) en 1858, enfin dans l'édition dite « de bibliothèque » (library edition) en 1868 et l'édition « Charles Dickens » en 1869. D'après Paul Schlicke, la version qui fait aujourd'hui autorité est celle de l'édition Norton.
Dickens a dédié La Maison d'Âpre-Vent à ses « Compagnons de la Guilde de la littérature et des arts ». Sa préface, datant de 1853, défend l'authenticité de sa description de la Chancellerie ainsi que, en réponse à G. H. Lewes, celle de la combustion spontanée. Elle se termine par une phrase qui sert de clef à la compréhension de l'œuvre : « Dans La Maison d'Âpre-Vent, j'ai volontairement insisté sur l'aspect romantique des choses familières » (« In Bleak House, I have purposely dwelt upon the romantic side of familiar things »).
Hablot Knight Browne (Phiz) a réalisé les illustrations, y compris le frontispice et la vignette de la page de titre. À part une anicroche concernant la gravure no 9, Mr Guppy's Desolation (« Mr Guppy au désespoir »), faute d'instruction précise de la part de l'auteur alors absent de Londres, toutes les plaques ont été réalisées conformément à des recommandations très précises de l'auteur avant même que ne fussent écrits les chapitres. Les critiques partagent en général la même admiration pour ces dessins très sombres, destinés à suggérer une atmosphère sinistre. Les illustrations sont toutes concentrées dans la seconde partie du roman et, indication du choix satirique de Dickens, six d'entre elles ne comportent aucune représentation humaine.

## Sources et contexte

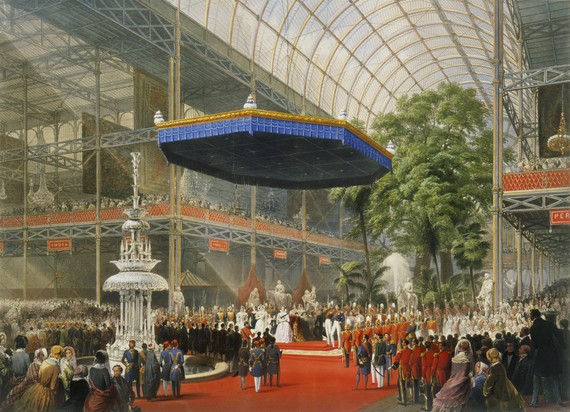
La reine Victoria inaugure le Crystal Palace.

### En marge de l'optimisme triomphant
Dickens n'est pas à l'unisson de l'optimisme prévalant au début des années 1850. En effet, si 1851 a connu l'exposition universelle avec son Crystal Palace qui, « chef-d'œuvre de l'architecture industrielle », démontrait par lui-même la virtuosité technique britannique, si Le Times salue l'événement en comparant son importance à celle du jugement dernier, si le Manchester Guardian commente la somptueuse année en termes de satisfaction, d'espoir et d'auto-congratulation (self-approval), lui évoque dans Household Words « le grand étalage des péchés et des négligences de l'Angleterre » et appelle de ses vœux « le remède d'une constante union des cœurs et des bras ».

### Un tableau apocalyptique
De fait, La Maison d'Âpre-Vent s'ouvre par une description apocalyptique d'un Londres retournant au chaos de la boue primitive, masse informe plongée dans le brouillard, que singe le style même des premiers paragraphes avec, écrit Paul Schlicke, « des participes laissés en suspension sans verbe principal ». C'est le crépuscule prématuré d'un sinistre après-midi londonien ; partout, brouillard, pluie ou neige se fondant en une fange qui accompagnera, tout au long du récit, l'humeur morose des habitants. Cette répétition lancinante des motifs de la boue et du brouillard prépare la longue description de la Chancellerie qui commence au quatrième paragraphe ; et les quelques « dizaines de milliers de piétons dérapant et glissant » annoncent les « dix mille instances d’un procès qui n’a pas de fin, trébuchant contre les précédents ». De plus, l'allusion aux « eaux récemment retirées de la surface de la terre » renvoie au Déluge biblique,, ; et domine le sentiment que l'implacabilité des flots, comme « l'implacable temps de novembre », mentionné juste avant, finira par tout oblitérer,, le Chancelier, la Chancellerie, le pays.

### Un livre avec une différence
La Maison d'Âpre-Vent se démarque de tous les romans précédents, « ceux de Dickens comme ceux des autres », écrit Paul Schlicke, en cela qu'il place la satire institutionnelle au cœur de son projet, de sa thématique et de sa structure.

#### Le tribunal de la Chancellerie au cœur de la satire
Ce n'est pas un hasard si le tribunal de la Chancellerie est l'objet premier de la censure dickensienne, cette institution censée défendre les sans-défense et expédier la justice avec célérité : il est devenu notoire que dépens de procédure et délais atteignent désormais des proportions paralysantes ; être soumis au jugement de cette cour signifie procès étiré sans fin, parfois reporté de génération en génération, et ruine assurée des familles ; de plus, Dickens a eu maille à partir avec elle en 1844 lors d'un litige avec des éditeurs indélicats ayant piraté Un chant de Noël : comme il avait gagné le procès, il s'est vu soumis à d'énormes dépens, 700 £, alors que les coupables « s'en sont tirés sans bourse délier ».
Dans son discours du trône de 1851, la reine Victoria promet des réformes et le Times mène campagne contre l'inertie, les compromissions, les procédures ancestrales, les coûts prohibitifs – ce que Dickens dénonce en priorité –, mais le projet de loi se voit si édulcoré au Parlement que les changements restent minimes et passent inaperçus. Pourtant, les choses ont peu à peu évolué : d'après Sir William Holdsworth, historien des juridictions anglaises, les critiques de Dickens sont valables pour la période à laquelle se situerait le récit du roman, qu'il place vers 1827, mais ne le sont plus guère en 1850, les abus les plus criants ayant progressivement disparu : il n'y a plus, par exemple, les clercs et maîtres cités dans le premier chapitre, ce qui n'empêche l'hostilité populaire de rester très vive. Dickens attribue la responsabilité de cet échec au gouvernement, accaparé par une coterie d'aristocrates se succédant en boucle et que Dickens a beau jeu de ridiculiser dans sa séquence de Boodle, Coodle, Doodle, etc., jusqu'à Noodle.

#### Ramification de la dénonciation
Les préoccupations de Dickens se ramifient bien au-delà des problèmes liés à la justice, et il dénonce nombre de négligences ou d'abus. Parmi ces cibles privilégiées figurent ce qu'il appelle la « philanthropie télescopique », ces épousailles d'une charité tout entière dirigée vers les pays lointains sans égard pour la misère de son propre pas de porte, l'habitat sordide des taudis londoniens, l'entassement des corps dans les cimetières insalubres, l'incurie officielle envers les maladies contagieuses, la corruption électorale, les divisions de classe, les prédicateurs dissidents (dissenters), l'éducation des enfants issus de familles pauvres.

#### Modèles contemporains

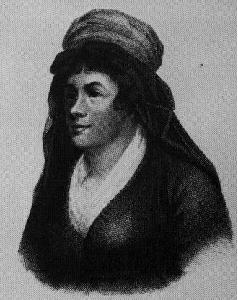
La romancière Charlotte Turner Smith.
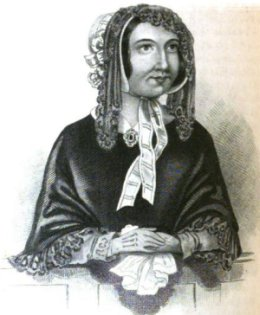
Marie Manning, Suissesse pendue en 1849.
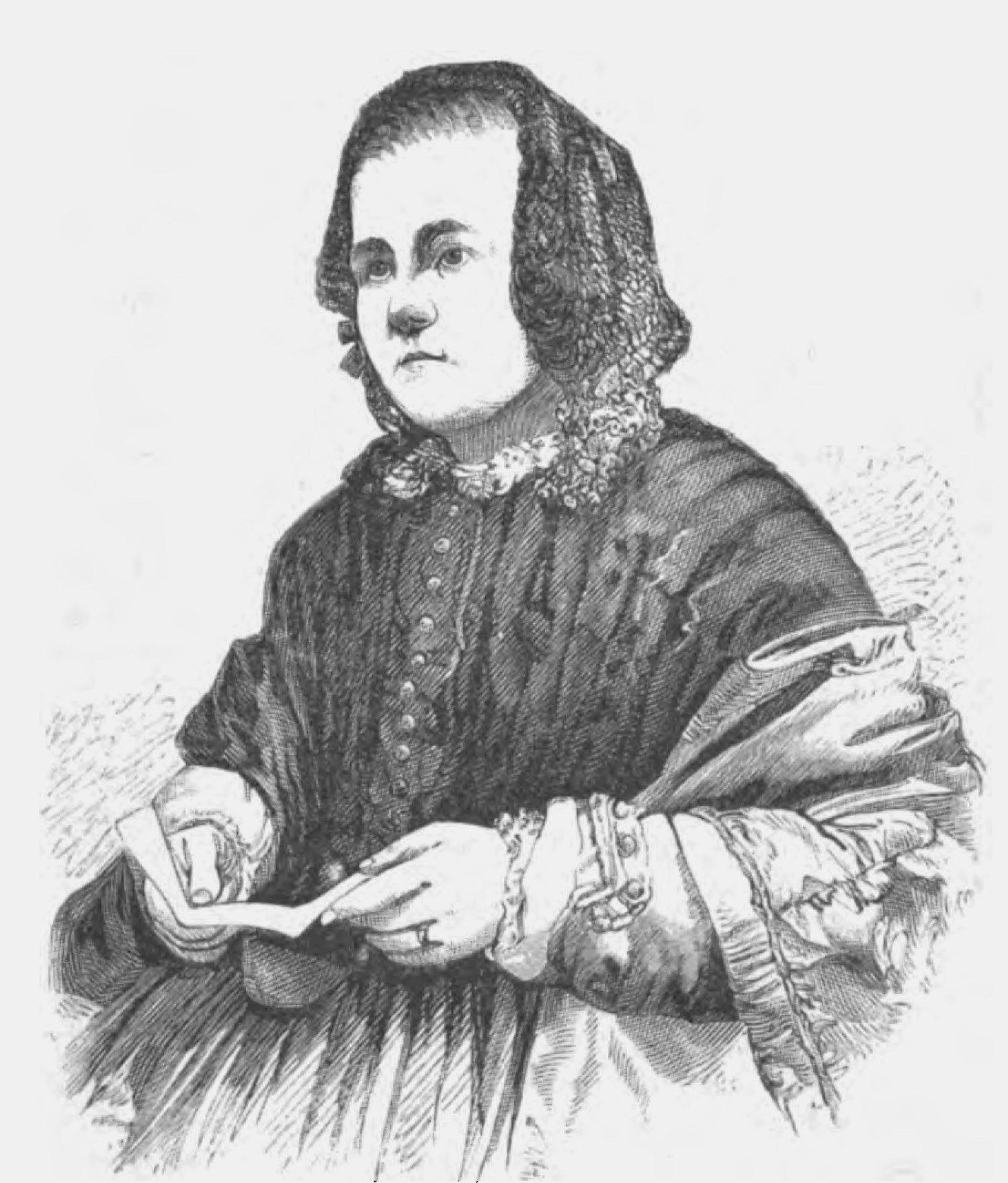
Caroline Chisholm.
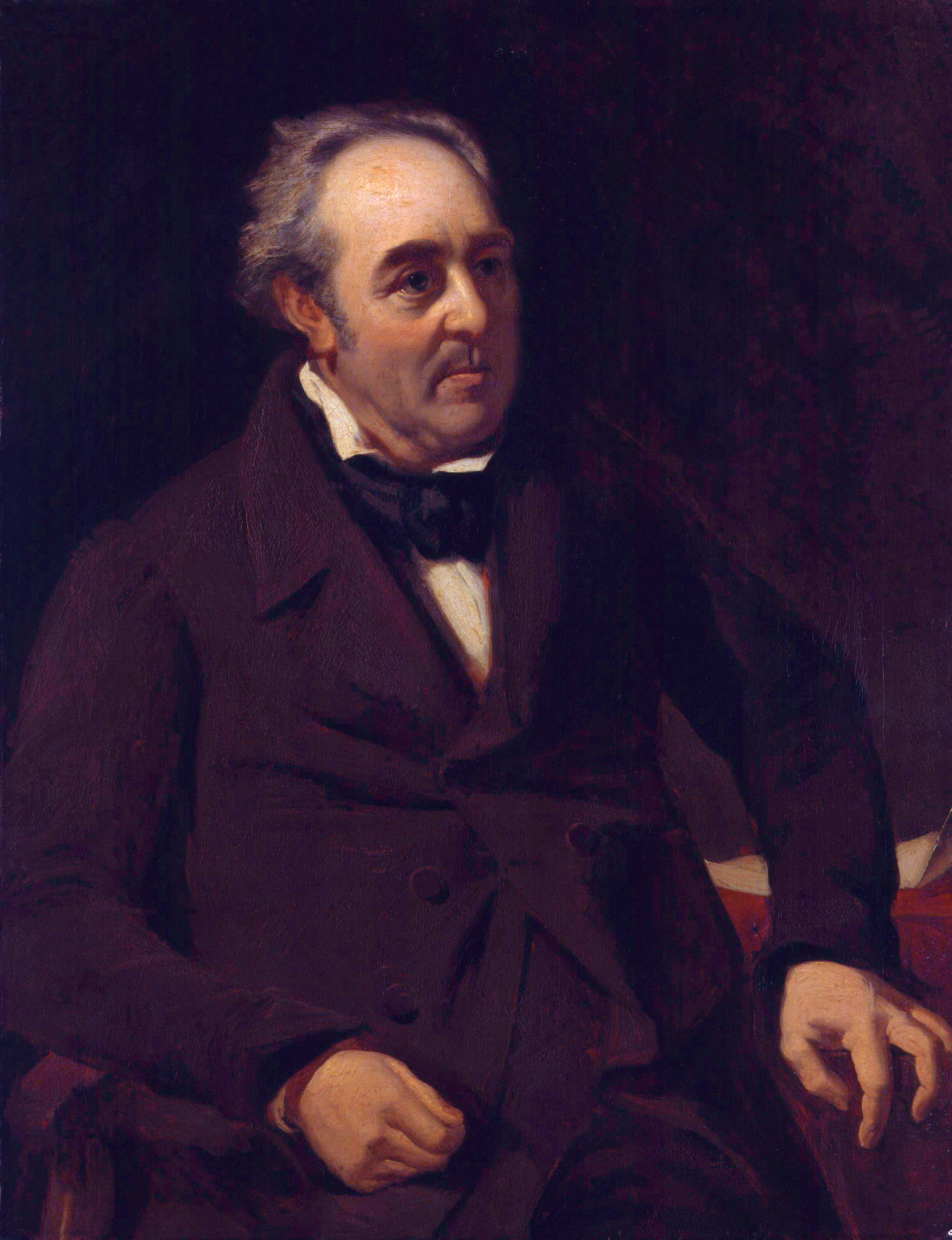
Walter Savage Landor par William Fisher.
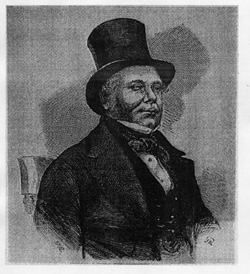
Le détective Charles Frederick Field en 1855.
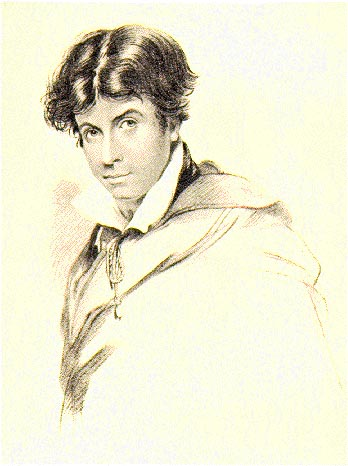
Leigh Hunt.

Outre l'affaire « Jarndyce contre Jarndyce », axe de toute l'histoire, vraisemblablement inspirée par le procès de trente ans concernant le testament du beau-père de la poétesse et romancière Charlotte Turner Smith, certains contemporains sont clairement identifiables parmi les personnages.
Ainsi, Hortense serait la copie conforme de Marie Manning, une servante venue de Suisse et pendue en public le 13 novembre 1849 – exécution à laquelle assiste Dickens –, pour avoir, avec son mari, assassiné son amant. La « philanthrope télescopique » Mrs Jellyby est fondée sur l'activiste Caroline Chisholm,, femme admirable, cependant, que Dickens a aidée en recommandant son association dans Household Words, mais qui, semble-t-il, avait parfois tendance à en négliger ses propres enfants. Mr Boythorn, l'ami de Mr Jarndyce, Dickens le signale lui-même, est copié sur le poète Walter Savage Landor,. Quant à l'inspecteur Bucket, il a été inspiré par l'inspecteur-enquêteur Charles Frederick Field (1805-1874), appartenant à Scotland Yard, département récemment constitué,, encore que Dickens l'ait démenti dans une lettre au Times.
L'écrivain Leigh Hunt se retrouve sous les traits de l'irresponsable et amoral Harold Skimpole, ce que Dickens ne cache pas, tout en se réjouissant que son illustrateur Phiz en ait modifié le visage « très largement au-delà de la ressemblance » ; il n'en demeure pas moins que le portrait est si éloquent que tous les lecteurs connaissant Leigh Hunt ne s'y sont pas trompés : « J'ai immédiatement reconnu Skimpole, écrit un contemporain, […] comme tous ceux à qui j'en ai parlé qui avaient croisé le chemin de Leigh Hunt. » Plus tard, peu après le décès de son modèle en décembre 1859, Dickens s'est trouvé dans l'obligation de publier dans All the Year Round une sorte de lettre d'excuse au fils du défunt.

### Accueil

#### Premières critiques
À la parution, les comptes rendus restent mitigés, avant tout parce que la férocité de la satire sociale que présente le roman parait déconcerter nombre de lecteurs. Même le fidèle Foster réprouve, quoique en termes mesurés, le didactisme du roman : « Si la structure en est peut-être la meilleure chose qu'ait jamais accomplie Dickens, commente-t-il, il y a là plus d'ingénuité que de fraîcheur. » Pour autant, les ventes, dès les premiers feuilletons, grimpent très haut, environ 34 000 chaque mois, ce que Dickens qualifie avec satisfaction de « la moitié en importance de David Copperfield ». D'un strict point de vue financier, Dickens devient, avec ses 11 000 £ de bénéfice, ce que Patten appelle « un Crésus littéraire ».
Le roman n'a pas connu d'emblée la gloire critique ; ni Gissing ni Chesterton ne l'ont porté aux nues, et il faut attendre les années 1940 pour que soient reconnues la portée de sa vision sociale avec Humphry House en 1941 et sa noirceur avec Lionel Stevenson en 1943, et même l'année 1957 pour que John Butt et Kathleen Tillotson (en) soulignent son actualité,.

#### Approches plus récentes
Depuis, La Maison d'Âpre-Vent est, de tous les livres de Dickens, celui qui a été le plus analysé.
Cependant, l'attention a plutôt dérivé des questions sociales vers la structure du récit et les personnages, en particulier la fonction qu'y joue Esther Summerson, la seconde narratrice, titulaire de la voix s'exprimant à la première personne. De plus, le chapitre que consacre John Hillis-Miller à Bleak House dans son ouvrage sur le monde de Charles Dickens, ensuite étoffé dans l'introduction à l'édition Penguin, attire l'attention sur l'importance symbolique de la cité, et D. A. Miller a, plus récemment, sur la base de théories développées par Michel Foucault, montré que la forme même du roman, comme les procédés qu'il met en œuvre, « participent de façon systématique de l'économie générale du pouvoir policier ». À en juger par son commentaire, D. A. Miller entend par là qu'il y existe un système de normes sociales régulant de facto la classe moyenne indépendamment de l'institution ad hoc elle-même.

## Résumé

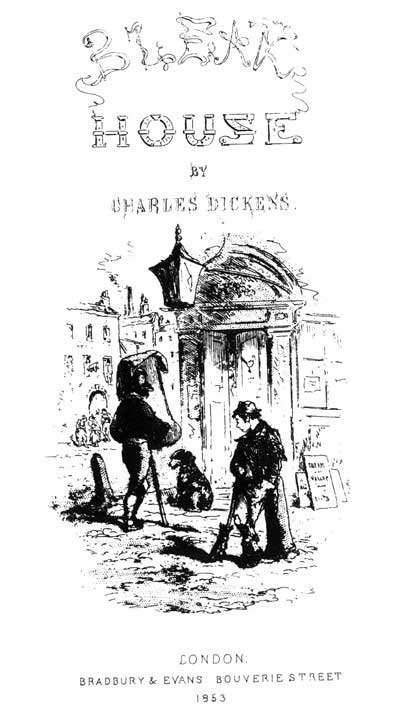
Jo et son balai au carrefour (Phiz).
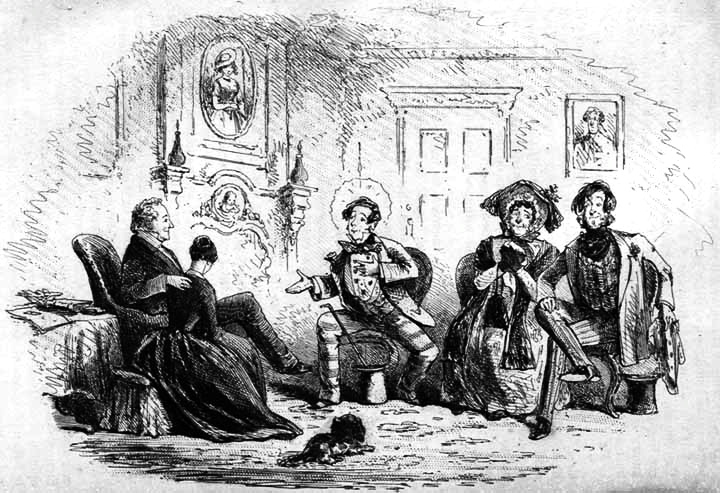
Mr Guppy magnanime, demandant la main d'Esther (Phiz).
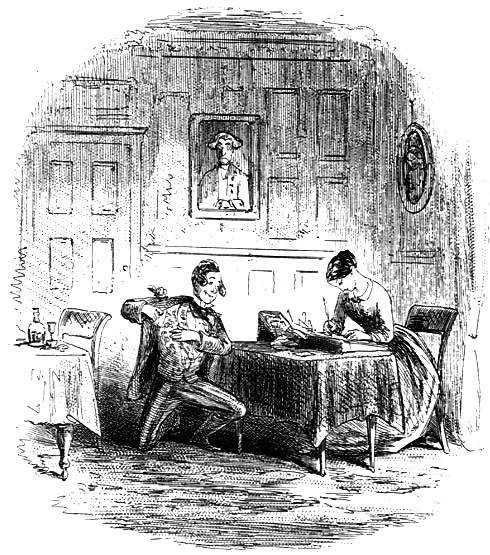
Mr Guppy plaide sa cause envers Esther (Phiz).
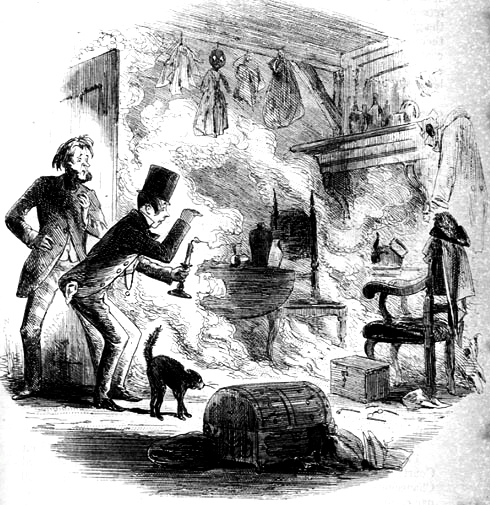
Mr Guppy découvre les restes graisseux de Krook (Phiz).

Le roman a pour pivot l'affaire Jarndyce and Jarndyce (« Jarndyce contre Jarndyce ») instruite par la Chancellerie. De l'affaire elle-même, tout ce qui est dit est qu'elle concerne un gros héritage contesté, sans qu'il soit précisé ni par qui, ni pourquoi. Ce manque n'est pas anodin, Dickens a voulu que la procédure, qui dure depuis des générations avant le début du livre et se clôt dans un grand éclat de rire à la fin, participe du brouillard universel qui enveloppe le roman. D'ailleurs, des sommes en jeu, il ne reste rien, mangées qu'elles ont été par les dépens. Ce qui compte, ce n'est pas le détail de l'affaire, dans laquelle sont impliqués beaucoup de personnages, mais le fait qu'elle existe et qu'elle conduise les gens à la folie, la déchéance et la mort.
Ada Clare et Richard Carstone, pupilles de la cour, s'en vont vivre dans « Bleak House », la demeure de John Jarndyce, qui se refuse à toute implication dans le procès qui porte pourtant son nom : il préserve avant tout sa tranquillité et, de toute façon, il n'est pas sans argent, bien au contraire. Esther Summerson, que John Jarndyce a personnellement choisie pour tenir compagnie à Ada et qu'il est allé chercher après la mort de la tante qui en avait la garde, se joint aux deux jeunes gens. En chemin, ils s'arrêtent chez Mrs Jellyby, activiste philanthrope, qui néglige sa famille pour s'occuper corps et âme des enfants du lointain étranger.
Entre-temps, à « Chesney Wold », la résidence de campagne de Sir Leicester Dedlock où règne un suprême ennui, son épouse, Lady Dedlock, tombe en pâmoison à la vue d'un document juridique bien particulier concernant l'affaire en cours : elle a reconnu l'écriture du copiste, un obscur personnage qui survit en faisant quelques travaux d'écriture pour la Chancellerie. L'avocat de la famille, Tulkinghorn, qu'intrigue son comportement, part à la recherche du scripteur, connu sous le seul nom de Nemo, mais, quand il y parvient, le mystérieux personnage est trouvé mort d'une surdose d'opium dans un taudis. Le petit Jo, l'enfant à l'abandon chargé de balayer sans fin le carrefour, pointe du doigt une dame voilée que Nemo suivait à Londres, puis, chassé par la police, fuit chez Jarndyce où il transmet la variole à la bonne Charley, puis à Esther. L'hypocrite Skimpole trahit le pauvre garçon et indique son refuge à la police qui l'éloigne aux alentours.
Le clerc de notaire Guppy, dont Esther a repoussé les avances, cherche de son côté à résoudre le mystère ; cependant, le soir convenu pour le rendez-vous avec le logeur de Nemo, le chiffonnier Krook, il est saisi d'horreur en découvrant que ce dernier vient de périr par combustion spontanée (spontaneous combustion),,.
Tulkinghorn, soupçonnant Lady Dedlock de cacher un secret compromettant, obtient par chantage que Trooper George lui remette des exemplaires de l'écriture de Nemo. Le secret de la naissance d'Esther se dévoile alors : elle est l'enfant illégitime de Lady Dedlock et de Nemo, naguère Hawdon. Jo meurt au stand de tir de George, malgré les soins prodigués par un jeune médecin, Allan Woodcourt. Tulkinghorn est assassiné dans ses bureaux après une confrontation avec Lady Dedlock. George, soupçonné d'avoir commis le meurtre, se trouve en état d'arrestation, mais les preuves tendent à accabler la noble dame qui s'enfuit de « Chesney Wold ». Or l'inspecteur Bucket démontre que la véritable coupable est la farouche servante française Hortense : elle cherchait à se venger de sa maîtresse qui lui avait préféré Rosa ; éconduite par l'homme de loi qu'elle est venue solliciter, elle n'a pu contenir sa rage et l'a tué. En compagnie d'Esther, Bucket part à la recherche de Lady Dedlock et la découvre accrochée aux grilles du cimetière sordide où est enterré Nemo.
Trooper George retrouve sa mère, Mrs Rouncewell, gouvernante de la maison Dedlock, et refuse de travailler pour le compte de son frère, maître de forges et prospère industriel. Il préfère retourner à « Chesney Wold » pour s'occuper de Sir Leicester Dedlock, victime d'une congestion cérébrale après la fuite de son épouse. Richard Carstone, que l'espoir d'un héritage en suspens à la cour n'incite guère à se consacrer à la vie active, s'éloigne de Jarndyce, épouse Ada en secret et meurt de désespoir lorsque le dossier « Jarndyce et Jarndyce » est enfin clos sans qu'il hérite d'un sou, tous ses avoirs ayant servi à éponger les dépens. Esther a accepté par loyauté une proposition de mariage de la part de Jarndyce, mais est éprise d'Allan Woodcourt ; Jarndyce, magnanime, la libère bientôt de ses liens, la confie à celui qu'elle aime et, désormais, se voue au bonheur d'Ada et de son enfant qu'il a à nouveau accueillis sous son toit.
Esther, quant à elle, fonde une nouvelle « Bleak House », copie conforme de la première, mais en miniature et loin de la ville, dans le comté du Yorkshire.

## Personnages

### Recensement alphabétique
- Augusta, ou Guster, employée des Snagsby, brave femme qui souffre de crises de nerfs lorsqu'elle ressent de trop vives émotions.
- Mr Bayham Badger, cousin de Kenge, chirurgien à Chelsea, chez qui Richard Carstone est apprenti. Il se préoccupe surtout d'incarner les deux précédents maris défunts de son épouse.

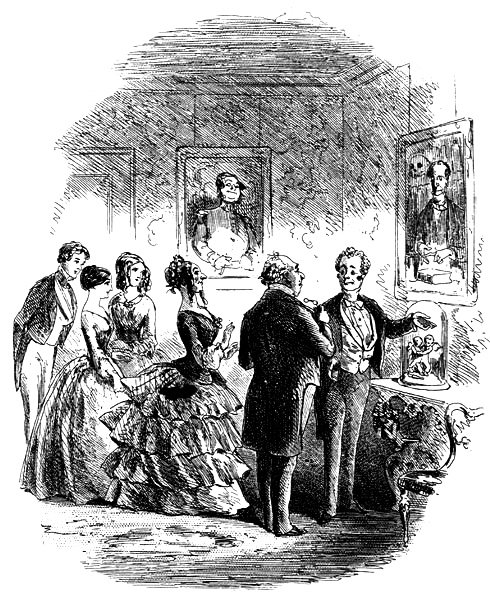
Portraits des maris chez Mr Bayham-Badger (Phiz).

- Mrs Bayham Badger, a épousé, après deux autres mariages, Mr Bayham Badger et ne cesse d'évoquer le souvenir de ses chers défunts, si bien que son époux vit dans l'ombre de ceux qui l'ont précédé.
- Matthew Bagnet, propriétaire d'un magasin de musique, ancien camarade de régiment de George Rouncewell ; bien que surnommé Lignum Vitae (Bois de de Vie) en raison de son endurance et de sa robustesse, il dépend de son épouse pour la gestion du foyer. Il cosigne avec George Rouncewell un billet à ordre émis par Mr Smallweed et, à l'échéance du terme, est arrêté pour cette dette qu'il ne peut honorer.
- Mrs Bagnet, épouse de Matthew ; pétrie de bon sens et dotée d'un caractère à toute épreuve, elle conseille George Rouncewell et réconcilie Mrs Rouncewell et son fils George.
- Les enfants Bagnet, Woolwich, Quebec et Malta, prénommés selon le lieu de leur naissance.
- Miss Barbary, présentée comme la marraine d'Esther Summerson, s'avère en réalité être sa tante. Bigote à l'esprit étroit, elle fait croire à sa sœur Honoria (Lady Dedlock) que la petite fille illégitime à laquelle elle vient de donner naissance est mort-née et élève l'enfant en secret. Naguère éprise de Lawrence Boythorn, elle a préféré rompre cette liaison pour cacher l'indignité de cette naissance.
- Mrs Blinder, l'aimable propriétaire de la pension de famille Bell Yard où logent Tom Gridley et les Neckett ; elle recherche les petits orphelins et les loge gratis. Plus avant dans l'histoire, elle accueille aussi Miss Flite.
- Lawrence Boythorn, ancien camarade de classe de John Jarndyce, sans cesse « aux extrêmes ». Il parle de tout et de rien au superlatif, et, quoique d'un tempérament plutôt aimable, se montre souvent belliqueux. Il entend se battre pour ce qu'il appelle les « droits », par exemple le droit de passage entre sa propriété et celle de Sir Leicester Dedlock, contentieux qu'il a porté en justice à la « Chancellerie », garantie que la querelle sera sans fin. Il a été inspiré à Dickens par le poète Walter Savage Landor.
- Inspector Bucket, l'officier de police judiciaire qui résout l'énigme du meurtre de Tulkinghorn ; fin, rusé, entreprenant, il mène son enquête sans relâche, mais reste au fond un bien brave homme.
- Mrs Bucket, son épouse et, à l'occasion, son assistante ; elle lui sert d'espionne pendant son enquête.
- William Buffy MP, parlementaire, ami de Sir Leicester Dedlock, auquel il n'a de cesse de rappeler que le pays va à vau-l'eau et qu'il n'y a plus de valeurs.

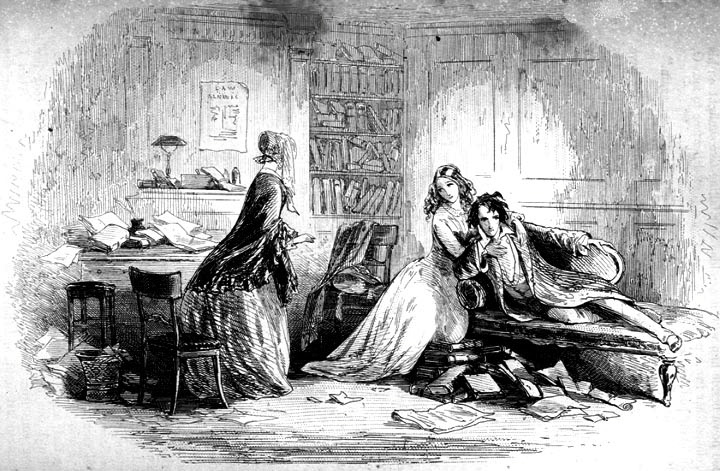
Richard est à l'agonie (Phiz).

- Richard Carstone, dit Rick, beau garçon de 19 ans, orphelin pupille de John Jarndyce. Il s'éprend de sa cousine Ada Clare, à laquelle il se fiance, mais le mariage est repoussé jusqu'au jour où il se sera engagé dans une profession. Tour à tour, il s'essaie à la médecine, au droit, aux métiers des armes, mais sans conviction, car il attend l'héritage que lui promet l'affaire Jarndyce. Les deux jeunes gens s'enfuient pour convoler. Richard contracte des dettes, perd la santé et meurt alors que le procès prend fin. De toute façon, il ne reste rien, tout l'héritage ayant servi à payer les dépens.
- Rosa Cartwright, belle jeune fille de la campagne entrée au service de Lady Dedlock en remplacement d'Hortense. Elle est fiancée à Watt Rouncewell, fils du maître de forges (ironmaster). Lady Dedlock la traite comme elle le ferait de sa fille et l'éloigne avant que n'éclate le scandale qui salirait sa réputation.
- Mr Chadband, financé et soutenu par les Snagby et parasite de Mr Jarndyce. C'est un pasteur dissident de l'église évangélique (dissenter), dont l'art oratoire s'exerce en toute occasion et sur toute chose avec une emphase logorrhéique. Il vitupère contre Jo, le petit balayeur de carrefour, qu'il accuse des plus grands péchés et auquel il promet le feu de l'enfer. Redoutable parasite, il pourvoit à ses énormes besoins alimentaires sur le dos de ses ouailles.
- Mrs Chadband, ou Mrs Rachel, ancienne gouvernante de Miss Barbary ; elle connaît le secret de la naissance d'Esther et son véritable patronyme, Hawdon, et elle le communique à Guppy et Tulkinghorn. Elle épouse Chadband assez tard dans le roman.
- The Lord High Chancellor, premier juge de la cour de la Chancellerie, qui paraît aussi embrumé que sa salle d'audience qu'a envahie l'épais brouillard londonien.
- Ada Clare, âgée de 17 ans, elle est la cousine et aussi la pupille de John Jarndyce. Blonde, belle, charmante et ingénue, elle reçoit la compagnie d'Esher Summerson, engagée pour assurer cette fonction. Elle s'enfuit avec le prodigue Richard Carstone lorsqu'elle atteint sa majorité et donne naissance à un fils posthume. Mr Jarndyce la recueille avec son bébé dans sa demeure de « Bleak House ».

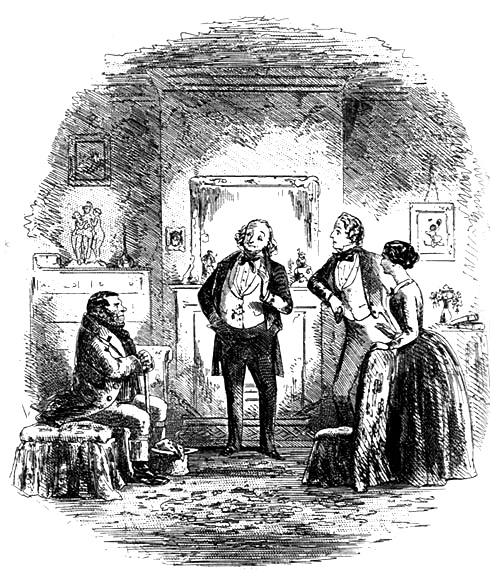
Coavinses arrête Skimpole (Phiz).

- Coavinses, surnom donné par Skimpole à Mr Neckett, l'officier de police judiciaire qui l'arrête pour dettes.
- Honoria Barbary, Lady Dedlock, splendide épouse du baronnet Sir Leicester, qui l'a épousé pour sa fortune et son entregent. Un mystère plane sur cette femme qui finit par éprouver l'ennui et la fatuité de son ascension sociale. Sans enfant, voyageant beaucoup, faisant des allers et retours entre sa propriété du Lincolnshire et son hôtel particulier de Londres, puis de Londres à Paris. Elle aussi est partie prenante dans l'affaire Jarndyce contre Jarndyce et s'évanouit à la lecture d'un document manuscrit, y ayant reconnu l'écriture du copiste, celle du capitaine Hawdon, père de l'enfant dont elle ne connaît pas encore l'existence, car elle la croit mort-née, Esther Summerson. Tulkinghorn découvre le secret de cette naissance illégitime et exerce un chantage auprès de la dame. Convaincue qu'elle a sali l'honneur de son noble époux et est recherchée pour le meurtre de Tulkinghorn, elle s'enfuit et trouve tragiquement la mort aux grilles du cimetière où est enterré son ancien amant.
- Sir Leicester Dedlock, Baronnet, de vingt ans plus âgé que sa femme ; il l'a épousée par amour, bien qu'elle fût sans relations ni fortune. Conscient de son importance, fier du nom qu'il porte, c'est un homme de cœur qui, lorsqu'il est mis au courant du passé de son épouse, subit un tel choc qu'il en fait une congestion cérébrale. Dès qu'il est en mesure de prendre une décision, il dépêche Bucket aux trousses de sa femme pour lui signifier son pardon et l'enterre avec tous les honneurs dus à son rang dans le caveau de famille à « Chesney Wold ».
- Volumnia Dedlock, cousine aînée de Sir Leicester qui, de temps à autre, rend visite à la famille. Inconstante et frivole, c'est elle qui trouve Sir Leicester après sa congestion cérébrale et le soigne. Après le décès de Lady Dedlock, Sir Leicester en fait son héritière.
- Miss Flite, vieille femme fofolle qui assiste à toutes les sessions de la cour de la Chancellerie en attendant ce qu'elle appelle « le Jour du Jugement dernier ». Logeant dans l'entrepôt de bric-à-brac de Krook, ce qui sied à sa condition de déchet de l'affaire Jarndyce, c'est une douce excentrique non dénuée de bons sentiments.
- Mr Gridley, « l'homme du Shropshire » dont l'affaire traîne à la Chancellerie, ce qui le ruine, le remplit d'amertume et le rend méchant. Poursuivi devant le tribunal par Tulkinghorn pour injure à magistrat, il se cache dans la galerie de Mr George où il meurt.
- Mr William Guppy, l'ambitieux clerc de Kenge and Carboy, qui demande Esther en mariage, enquête sur son passé et dévoile le secret de Lady Dedlock.
- Guster, ou Augusta, maladroite et sujette à des phases d'excitation, elle est sortie de l'hospice par les Sbagsby pour lesquels elle travaille en tant que domestique.
- Captain Hawdon (le capitaine Hawdon), ancien militaire porté disparu et qu'on croit mort. Ayant tout perdu, il se fait appeler Nemo (Personne), survit en copiant des documents juridiques et s'adonne à l'opium. C'est d'ailleurs d'une surdose qu'il meurt chez Krook qui le loge. Il s'avère qu'il est l'ancien officier commandant le régiment de George Rouncewell et le père d'Esther Summerson, née d'une union clandestine avec Lady Dedlock, alors Honoria.
- Mademoiselle Hortense, femme de chambre de Lady Dedlock, qui jure de se venger lorsque sa patronne lui préfère Rosa. Elle cherche l'aide de Tulkinghorn pour se trouver d'autres places et, devant ses échecs répétés, l'assassine en lui tirant une balle à bout portant.
- John Jarndyce, souvent appelé Mr Jarndyce, tuteur d'Esther Summerson et des pupilles de l'affaire Jarndyce, Ada Clare et Richard Carstone. Célibataire âgé d'environ 60 ans, un peu grisonnant mais portant beau, il vit dans « Bleak House », la vaste maison qu'il a héritée de Tom Jarndyce. Il s'emploie à réparer autant que faire se peut les injustices commises par sa famille, sans jamais chercher de remerciements pour ses actes de charité. Il propose le mariage à Esther, puis se rendant compte qu'il est trop vieux pour elle, il fait en sorte qu'elle puisse épouser l'homme qu'elle aime, Alan Woodcourt.
- Tom Jarndyce, ancien propriétaire de « Bleak House », plaignant dans l'affaire Jarndyce, il s'est tiré un coup de pistolet dans le tête en désespoir d'un jugement.
- Mrs Jellyby, philanthrope londonienne, elle se préoccupe surtout des indigènes africains de Borrioboola-Gha, au détriment de son mari et de ses sept enfants, laissés plus ou moins au chaos de ses appartements où Ada, Richard et Esther sont de fréquents visiteurs et deviennent des amis de sa fille Caddy.
- Mr Jellyby, négligé mais patient, c'est le mari de Mrs Jellyby. Les largesses inconsidérées de son épouse envers les causes qu'elle défend l'acculent à la banqueroute.

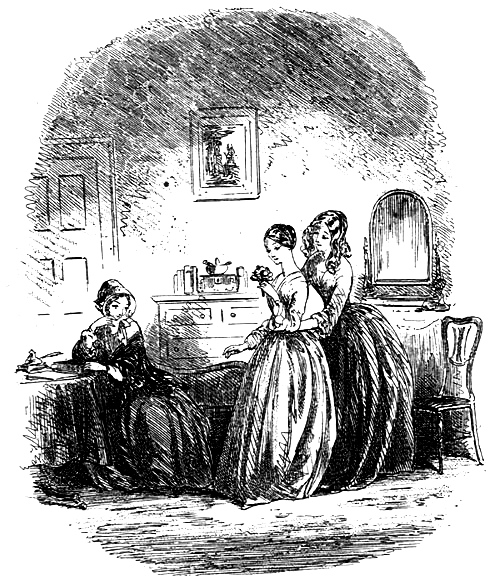
Caddy reçoit son premier bouquet (Phiz).

- Caddy (Caroline) Jellyby, fille du couple Jellyby et secrétaire forcée de sa mère qui lui dicte pendant des journées entières ses projets d'éducation pour les petits Africains sans se préoccuper de la sienne. Amie d'Esther, elle finit par épouser Prince Turveydrop et gère son école de ballet avec grand succès. Elle donne naissance à un enfant sourd et muet.
- Peepy Jellyby, le plus jeune des enfants Jellyby, sale et mal tenu, qui, en raison de l'incurie de sa mère, souffre de négligence caractérisée.
- Jo, petit balayeur de carrefour sans patronyme, qui vit dans la rue et les taudis de « Tom-All-Alone's ». Toujours affamé, il reçoit quelques dons de Mr Snagsby et de Nemo. Il est impliqué dans le mystère pour avoir montré à Lady Dedlock où loge Nemo (Hawdon). Atteint par la variole, il contamine Charley et Esther qui l'ont emmené à « Bleak House » pour le secourir. Traqué par Bucket, il reçoit l'ordre de rester en dehors de Londres, afin d'éviter ses racontars, et meurt, assisté par Allan Woodcourt, dans la galerie de tir de Mr George.
- Conversation Kenge, avocat au cabinet Kenge and Karboy, chargé des affaires de Mr Jarndyce. Son surnom vient de ce qu'il aime particulièrement s'entendre parler.
- Mr Krook, chiffonnier vivant du commerce des déchets, louche et huileux, bourré de gin. Petit, ratatiné et d'aspect cadavérique, il semble en permanence en proie à un feu intérieur. Ne sachant ni lire ni écrire, il est surnommé Lord Chancellor par ses voisins, de même que son entrepôt est baptisé Court of Chancery. Il meurt d'avoir trop bu de gin, dans un immense brasier intérieur dit de « combustion spontanée ».
- Jenny, épouse battue d'un maçon. Son bébé meurt alors même qu'Esther est en visite à sa chaumière. Elle apporte son aide à Jo pendant sa maladie et échange ses vêtements avec Lady Dedlock pour égarer les recherches de l'inspecteur Bucket.
- Liz, femme d'un maçon et amie de Jenny, qu'elle réconforte à la mort de son bébé.
- Mercury, valet de pied chez les Dedlock en ville.
- Mr Neckett (Coavinses), officier adjoint de Bucket, dont la mission consiste à traquer et arrêter les personnes endettées. C'est lui qui place Harold Skimpole sous mandat de dépôt. Son épouse étant décédée en couches, il s'est trouvé seul avec trois enfants, à qui Mr Jarndyce porte assistance.
- Charley Neckett (Charlotte ou Charley), l'aînée des trois orphelins de la famille Neckett, les deux autres étant prénommés Tom et Emma. Elle est placée comme bonne à tout faire chez Esther Summerson, qui la soigne lorsqu'elle contracte la variole.
- Mrs Pardiggle, puseyiste[N 15] qui distribue des pamphlets religieux aux pauvres pour les convertir, et cherche à entraîner Esther Summerson et Ada Claire dans ses tournées.
- Mrs Rouncewell, gouvernante des Dedlock, toute dévouée à cette famille qu'elle sert depuis cinquante ans. Elle a deux fils, George et Mr Rouncewell, le maître de forges (ironmaster).
- Mr Rouncewell, fils de Mrs Rouncewell, qui affronte les Dedlock au sujet du mariage de son fils Watt avec leur domestique Rosa. C'est un membre de la petite classe moyenne industrielle convaincue qu'elle vaut bien les membres de l'aristocratie terrienne. Il est en total désaccord avec Sir Leicester Dedlock sur la gouvernance du pays, et Dickens dresse un parallèle entre les deux hommes et ce qu'ils représentent, un ordre ancien et un monde nouveau.

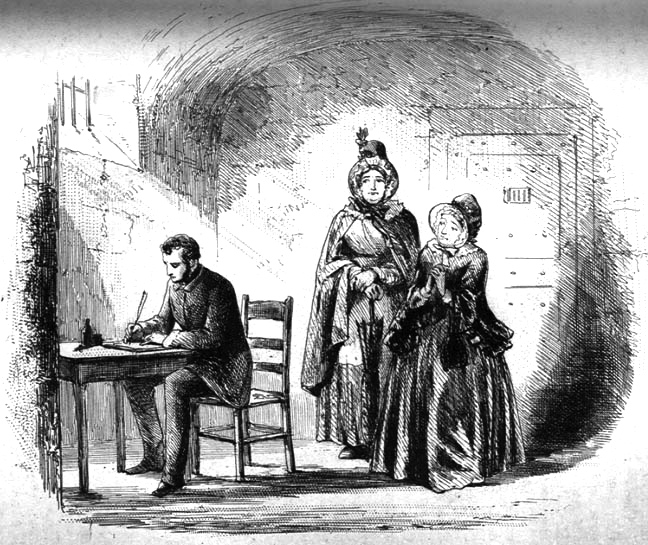
Mrs Bagnet rend visite à son fils George en prison (Phiz).

- Mr George Rouncewell, âgé de 50 ans, plutôt bien bâti et d'aspect avenant, c'est un vétéran des armées qui tient un stand de tir. Il apprend à Richard Carstone à se servir du fusil et de l'épée, et il cache Gridley que recherche la police. Il est endetté envers Mr Smallweed, tout comme l'a été son vieil ami Nemo (le capitaine Hawdon). Pétri de compassion, il protège son adjoint Phil et recueille le jeune Jo à l'agonie. Il est arrêté pour le meurtre de Tulkinghorn, puis libéré lorsque la vraie coupable est démasquée.
- Watt Rouncewell, fils de Mr Rouncewell, petit-fils de Mrs Rouncewell ; il s'éprend de Rosa et l'épouse.
- Harold Skimpole, irresponsable amateur disert et charmeur, cultivant le mythe pastoral jusqu'à la manie et vivant des largesses des Snagsby et de Mr Jarndyce. Son âme prétendument d'enfant artiste cache une personnalité égoïste exerçant une influence néfaste sur Richard Carstone. Son personnage serait fondé sur le journaliste écrivain Leigh Hunt.
- Le grand-père Smallweed, vieil homme perclus de douleurs, décrit comme un sac de guenilles coiffé d'une calotte. Partisan de ce qu'il appelle les « intérêts composés » (compound interest)[N 16], il prête de l'argent à des taux usuraires et prend ainsi au piège des gens tels que Nemo et Mr George qu'il tient ensuite à la gorge avec délectation. C'est lui qui vend les lettres d'amour de Lady Dedlock à Sir Leicester.
- La grand-mère Smallweed, l'épouse sénile du précédent qui la bombarde d'oreillers.
- Bart et Judy Smallweed, les petits-enfants jumeaux du vieux Smallweed, vite jetés à la rue pour qu'ils gagnent leur pain. Bart est devenu clerc chez Kenge et Carboy, et Judy apprend à fabriquer des fleurs artificielles.
- Mr Snagsby, propriétaire bienveillant de la « Librairie des juristes » située dans Cook’s Court et où il a pris Nemo comme assistant. Plutôt rondelet et sous la coupe de son épouse, il prend en amitié le petit balayeur Jo.
- Mrs Snagsby, épouse du précédent. C'est elle qui dirige le magasin, la maisonnée et son mari. Elle est restée très maigre d'avoir bu force jus de citron au vinaigre pour préserver sa ligne. Sa curiosité et sa jalousie maladives sont une plaie pour ses proches, mais elle s'avère entreprenante et gère son affaire avec brio.
- Phil Squod, rétameur de son état, vieillard difforme que George prend comme adjoint dans son stand de tir. C'est un homme loyal et bon que son physique oblige à longer les murs où il laisse une trace graisseuse à chacun de ses passages.
- L'honourable Bob Stables, cousin des Dedlock, dont l'ambition est de rejoindre le gouvernement sans avoir à exercer la moindre responsabilité.
- Esther Summerson, l'un des deux narrateurs du roman. Intelligente et affectueuse, elle reste toujours humble. Bienveillante envers tous, elle aspire secrètement à être aimée pour compenser l'affection dont elle a été privée dans son enfance. Elle a été élevée dans un complet isolement à Windsor par sa tante, Miss Barbary, qui n'a eu de cesse de lui répéter qu'elle était la honte de sa famille dont, d'ailleurs, elle s'est vue totalement coupée. Après la mort de Miss Barbary, un bienfaiteur mystérieux l'a envoyée dans une institution scolaire. Cet anonyme est en réalité Mr John Jarndyce, l'une des parties dans l'affaire débattue depuis si longtemps à la cour de la Chancellerie, mais qui s'en désintéresse. À sa sortie de l'école, Mr Jarndyce la recueille à « Bleak House » où elle lui sert de gouvernante et tient compagnie à Ada Clare, sa pupille. Elle contracte la variole en portant secours à Jo et en garde le visage profondément marqué, ce qui n'empêche pas Allan Woodcourt de s'éprendre d'elle. Cependant, Mr Jarndyce lui a proposé le mariage, mais constatant l'amour que se portent les deux jeunes gens, il renonce à elle et célèbre leur union. Entre-temps, Lady Dedlock a avoué à Esther qu'elle est sa mère. Les nouveaux mariés s'installent dans une autre « Bleak House » dans le Yorkshire, copie conforme en miniature de la première.
- Mr Tulkinghorn, homme de loi des Dedlock, chargé de l'affaire Jarndyce. Toujours habillé de noir et d'aspect éminemment respectable, il vit en solitaire dans un élégant hôtel particulier de Lincoln’s Inn Fields. Les renseignements qu'il obtient sur ses clients et leur entourage, Lady Dedlock, Mr George, et Hortense, lui permettent de les tourmenter pour servir ses fins. Il est tué par Hortense qui s'arrange pour que lady Dedlock soit accusée du crime.

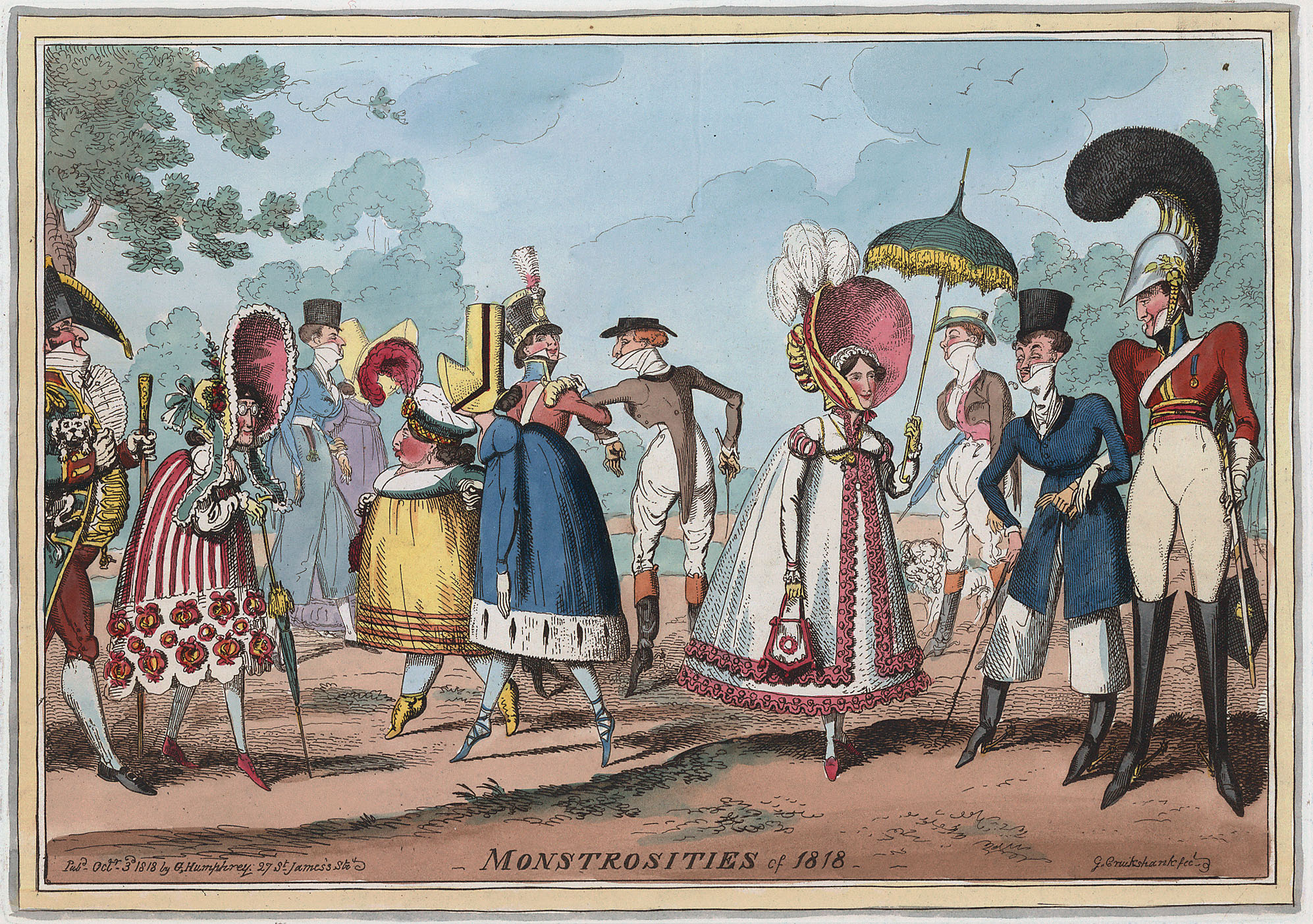
Caricature de la mode Régence par George Cruikshank.

- Mr Turveydrop ou Comportment Turveydrop, vieux monsieur obèse s'habillant à la mode Régence et obsédé par le « maintien » ; il se fait un point d'honneur de représenter un idéal passé de comportement, parade en ville, mais vit en parasite aux dépens de son fils Prince, réservant tout son temps à l'admiration qu'il pense lui être due.
- Prince Turveydrop, fiancé, puis époux de Caddy Jelleby, qu'il a rencontrée alors qu'elle prenait des cours dans son école de danse. Esclave de son père qui l'exploite sans merci, il est victime d'un accident qui lui laisse une claudication ; sur quoi, Caddy prend le relais et gère l'institution avec une grande réussite grâce à ses dons et son talent artistiques.
- Mr Vholes, homme de loi qui, en véritable vampire, s'acharne sur Richard Carstone.
- Allan Woodcourt, médecin bienveillant qui soigne les pauvres. Parmi ses patients figurent Nemo, Miss Flite, Caddy, Jenny et Jo. Épris d'Esther Summerson, il s'embarque pour gagner assez d'argent en vue de son mariage, mais son bateau sombre dans un naufrage au cours duquel il se conduit en héros. Avec l'aide de Mr Jarndyce, il obtient un poste dans le Yorkshire, acquiert une maison, la nouvelle « Bleak House », et épouse sa bien-aimée.
- Mrs Woodcourt, mère d'Allan, dont elle défend bec et ongles l'ascendance galloise. D'abord opposée à son mariage avec Esther, elle finit par rendre les armes après avoir fait plus ample connaissance avec la jeune fille.

### Personnalités figées ou évolutives
Qu'il s'agisse du récit du narrateur omniscient ou de celui d'Esther, se retrouve ici la technique narrative typique de Dickens : les personnages se voient simplifiés jusqu’à la déshumanisation, avec amplification d'un trait physique ou moral poussé au difforme, voire au monstrueux, parfois aux deux. En dépit des apparences, La Maison d'Âpre-Vent n'est pas fondamentalement pessimiste, puisque les forces du bien y triomphent de celles du mal. Aussi les personnages appartiennent-ils en majorité à la catégorie des « bons », encore qu'une minorité chargée des institutions suffise à elle seule à corrompre l'édifice tout entier.
Les personnages qui rencontrent l'approbation de Dickens se retrouvent généralement à la campagne à la fin du livre, alors que les citadins permanents, comme les Bagnet, grands adeptes de la « verdure », s'isolent du milieu ambiant et recréent un simulacre de vie rurale autour d'eux. Ceux qui finissent par s'amender restent à la campagne, quoique cloîtrés dans la solitude. Tous les « mauvais » demeurent à la ville, encore que certains, ni franchement bons ni franchement mauvais, fluctuent entre ville et campagne. Exception est faite de « Bleak House » qui donne son nom au roman, demeure n'ayant rien d'une « maison de désolation », refuge pour fuir les affres de la Cité et l'affaire en cours, avec un « grognoir » (growlery) pour échapper aux tracas du « vent d'est », condensé des maux restant à la porte. Une fois posés ces prémices, Dickens soumet ses personnages à la contamination de la vie quotidienne, chaotique, souvent tragique, tant son monde est secoué de convulsions. Tous ne réagissent pas de la même façon : certains semblent confirmés dans leur personnalité, d'autres sont autorisés à évoluer. Dans le premier cas, ils trouvent rarement l'épanouissement ; dans le second, leur régression conduit le plus souvent à l'élimination, mort physique ou déchéance mentale.

#### Les personnages figés
Cibles de sa satire sociale, Dickens les montre à l'œuvre à la Chancellerie, au « travail » s'agissant des philanthropes, prêchant la bonne parole pour ce qui est des dissidents, quelques détails significatifs les transformant en de véritables automates qui incarnent leur corps politique et leur idéologie, désormais des caricatures.

##### Stéréotypes et humeurs
Le dissident

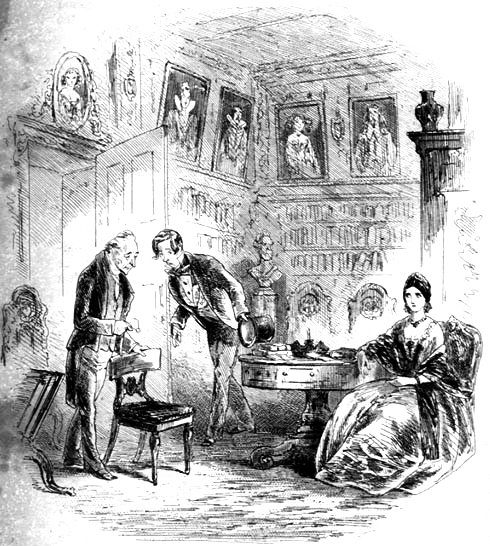
Un vieux gentleman, du nom de Tulkinghorn (Phiz).

Mr Chadband, représentant l'église dissidente, en est un exemple caractéristique. Dickens en fait un moulin à huile pressurant de grasses victuailles en onction ecclésiastique et qui, au lieu de pourvoir aux besoins spirituels de son troupeau, s'arrange pour que son troupeau pourvoie à son énorme appétit ; à l'instar des exigences de son estomac, il souffre d'une logorrhée incommensurable, et, comme tous les membres de son église lui ressemblent, ce sont autant de « moulins à huile » (oil mills) atteints de diarrhée verbale qui tournent. Pour autant, certains de ces personnages ne sont pas entièrement dénués de caractérisation : ainsi, Mr Tulkinghorn focalise toute son énergie sur la destruction de Lady Dedlock, alors que, homme de loi de Sir Leiscester, il devrait protéger son foyer du scandale : jalousie secrète, sans doute.
Le personnage humeur
Un « personnage humeur » est dominé par une seule « passion », interprétation surtout en vogue durant l'ère élisabéthaine et la Renaissance, mais toujours valable pour certains personnages de Dickens, cibles de sa satire morale. Leurs gestes et leurs actes résument à eux seuls leur psychologie en un ou deux aspects saillants.

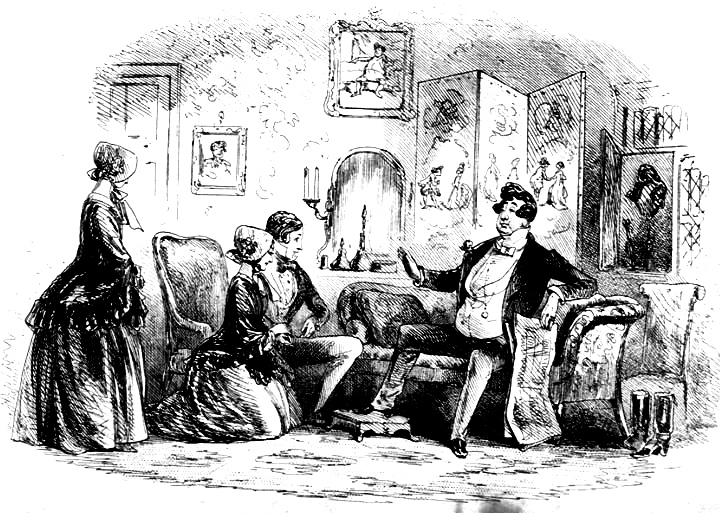
Deportment Turveydrop.

Ainsi, en est-il du vieux Mr Turveydrop, ce dandy attardé aux codes de la Régence anglaise, qu'obsède l'art du « maintien » au point que Dickens le baptise Comportment Turveydrop (« Maintien Turveydrop »). En réalité, cet être fabriqué de postiches camoufle derrière son obsession une personnalité fondamentalement égoïste : c'est, à l'instar de Mrs Pardiggle et autres, un redoutable monstre générant la désintégration familiale,. De façon similaire, le cercle des Dedlock appartient lui aussi au dandysme, mais d'un type nouveau, plus neuf, puissant et bien plus dangereux, car situé au cœur du système mortifère qui ruine l'Angleterre, mais toujours habité d'archaïques reliques de traditions obsolètes.
Presque toutes ces figures caractérielles possèdent en elles-mêmes l'énergie les propulsant dans leur particularité, et, de ce fait, elles sortent de la vie réelle, ce qui, paradoxalement, leur permet, par leur excès, de jouer un rôle bien défini dans l'ordonnance du roman.

##### Les héritiers de la littérature populaire
Héritiers de la littérature populaire de l'Angleterre mais bien ancrés dans l'actualité, figurent Mr Bucket et Jo ; d'autres ressortissent au mythe, d'autres encore apparaissent comme de véritables allégories.
Deux figures d'actualité
Mr Bucket est un détective rusé qui satisfait au divertissement auquel aspire un public avide de suspense ; Jo, lui, relève de la longue tradition des êtres faibles, incapables de se défendre et à la dérive, sur lesquels le lecteur victorien pouvait verser, comme il est dit dans Les Grandes Espérances, « des gallons de compassion larmoyante ». Pour autant, Jo s'écarte du moule et est doté d'une personnalité que Dickens veut exemplaire. Si ce garçon au demi-nom (« Jo est assez long pour lui ») représente une sorte de sous-homme pour la société, il œuvre bien plus pour elle qu'elle ne le fait pour lui, et, quand le besoin le rappelle à son bon souvenir, elle le juge suffisamment apte pour solliciter ses services, par exemple pour obtenir des renseignements. Contrairement à ceux qui le méprisent, il possède une éthique personnelle, et sa mort, certes mélodramatique, finit par incarner leur culpabilité, que souligne dans une harangue enflammée le narrateur à la troisième personne : Jo, victime de la Chancellerie, objet des homélies vicieuses de Chadband, chassé par les agents de Bucket, n'est correctement aidé que par Allan Woodcourt, lui prodiguant d'abord les soins qu'exige son corps, puis, mais après seulement, lui enseignant le Notre Père.
Personnages mythiques
Issus du monde immémorial des mythes, d'autres personnages incarnent les joies et les terreurs de l'âme humaine. À ce titre, ils se divisent en deux groupes : les bons et les méchants. Parmi les bons figurent John Jarndyce, substitut paternel aimable et quelque peu excentrique ; Allan Woodcourt, prince des temps modernes s'en allant et revenant pour gagner le cœur de sa bien-aimée ; Esther Summerson, Ada Clare, deux orphelines destinées à faire des épouses parfaites ; les Bagnet, loyaux compagnons ; l'inspecteur Bucket encore, le nouveau magicien ; la cohorte des fidèles serviteurs, jeunes ou vieux, beaux ou laids, Rosa, Charley, Phil Squod. Domine la personnalité de Mr Jarndyce, plutôt bon par défaut, dont le but premier est d'utiliser son argent pour se protéger de la vie ambiante. Son égotisme reste ambigu, comme en témoignent ses relations avec les philanthropes Mrs Jellyby et Mrs Pardiggle, son favori Harold Skimpole, une sorte de bouffon, son pupille Richard Carstone et, surtout, son autre pupille, Esther Summerson. Auprès de Jarndyce, Esther joue le rôle d'une fille attentionnée et aimante « qui bénit son tuteur, un père pour elle », prenant bientôt soin de toute la maisonnée, son souci premier restant de préserver la tranquillité du maître des lieux. Peu à peu, d'ailleurs, elle réussit à le changer, car John Jarndyce n'est certes pas mal intentionné, mais regarde ailleurs, à la différence d'Allan Woodcourt qui s'engage dans l'action. Esther met les gens en mouvement autour de lui et, à ce titre, s'avère digne d'Allan qu'il finit, après s'être retiré, par lui « offrir volontiers » (a willing gift),.

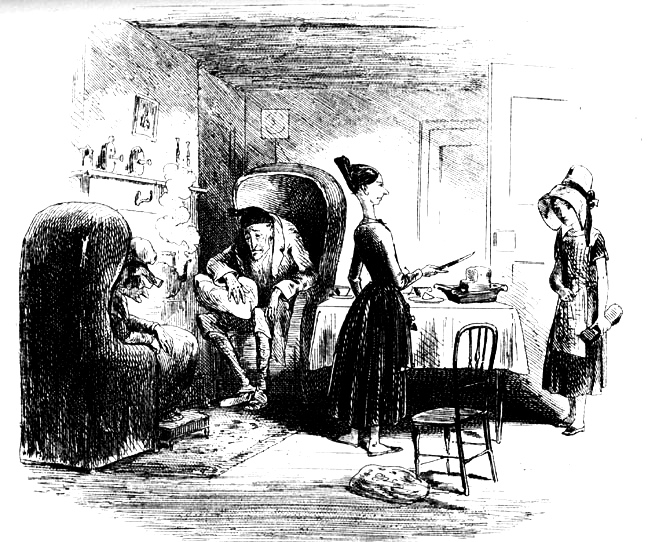
La famille Smallweed.

Les méchants comprennent Miss Barbary et Miss Rachel, future Mrs Chadband, les odieuses marâtres du foyer ; Vholes, un Merlin du mal ; les Smallweed, petits nains difformes et cruels.
Personnages allégories
Ils se divisent en trois groupes, chacun représenté par une figure-clé : Hortense, l'allégorie du crime, Krook, celle du mal, et Mr Vholes, l'incarnation de la mort. Selon l'imaginaire victorien, Hortense a tout contre elle : c'est une femme, donc susceptible d'accès passionnés ; elle vient de France, pays latin imprévisible ; son nom porte de menaçants échos napoléoniens, trois ingrédients rappelant les pulsions meurtrières de la Révolution française. Krook représente le mal, nouvelle incarnation du Diable dont il possède les principaux attributs : le chat noir (Lady Jane), l'enfer (son entrepôt), le feu qu'alimente le gin, qui se consumera en un immense brasier intérieur. Malgré son apparente respectabilité, Mr Vholes concentre sur sa personne de nombreux attributs des forces de destruction et de mort : il en a le nom, variante de ghoul (goule), ce monstre qui hante les cimetières et dont l'aspect l'apparente à un squelette, et là où il passe, la terre se stérilise et « son ombre glissant sur le sol gèle aussitôt les graines qui s'y trouvent »,.

##### Deux électrons libres

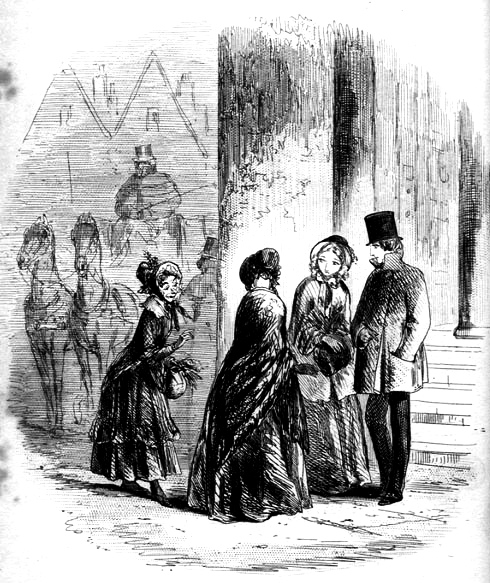
Première rencontre avec Miss Flite (Phiz).

Miss Flite et Harold Skimpole échappent à toute classification. Si elle fait partie des excentriques, Miss Flite dépasse cette catégorie par une présence à la fois étrange et attachante. À jamais flouée par le système judiciaire, elle erre aux alentours du tribunal, entourée d'oiseaux (symbolisant l'âme) que le chat de Krook ne quitte jamais des yeux. Quant à Skimpole, il joue un rôle mineur, mais les conséquences de ses actes sont tragiques : il remet Jo à Bucket et présente Richard à Vholes, chaque fois pour une pièce de cent sous (a fiver). Censé être un portrait de l'écrivain Leigh Hunt (1784-1859), il représente une perversion du mythe pastoral, dont il professe le culte enthousiaste. Ce refus de la réalité cache en réalité un esthète décadent et surtout un redoutable parasite. Skimpole vit aux crochets d'autrui et, de ce fait, participe lui aussi du schéma général, référence moralement inacceptable et pourtant acceptée par Jarndyce, et admirée, avant qu'il ne soit trop tard, par Richard.

#### Les personnages évolutifs
Parmi eux figurent essentiellement Lady Dedlock, Richard Carstone et Esther Summerson. Lady Dedlock se démarque, car les circonstances l'obligent à se révéler telle qu'elle a toujours été. Quant à Richard, son évolution est négative, tragique régression conduisant à sa destruction. Esther est donc vraiment la seule à trouver un début d'épanouissement en tant que femme.

##### Honoria Dedlock

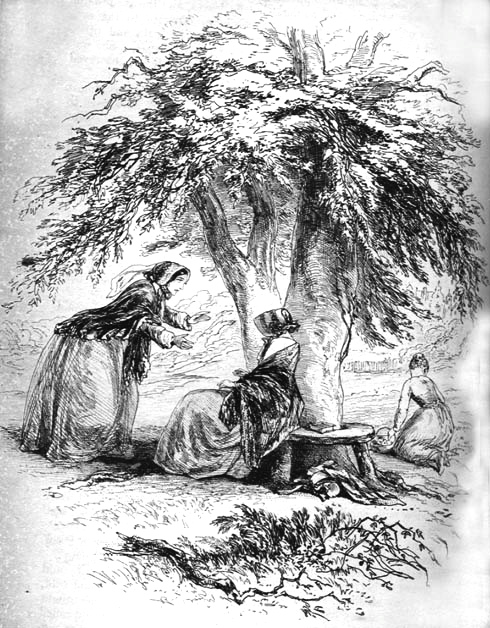
Lady Dedlock s'avance vers Esther dans le bois (Phiz).
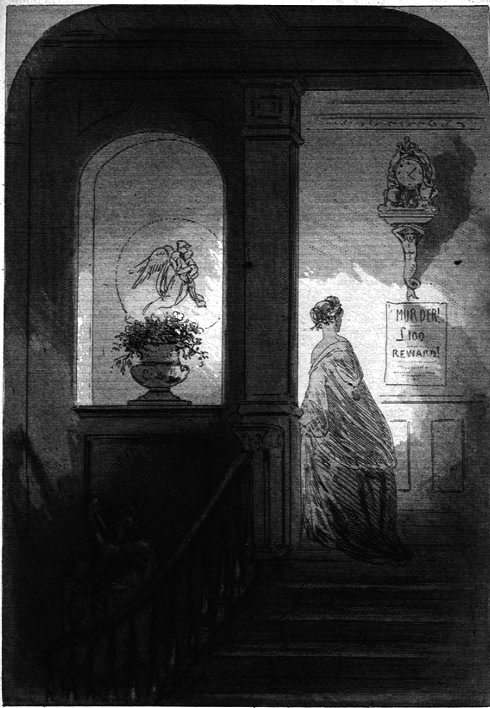
Lady Dedlock, anxieuse silhouette interrogeant Bucket sur son enquête (Phiz).
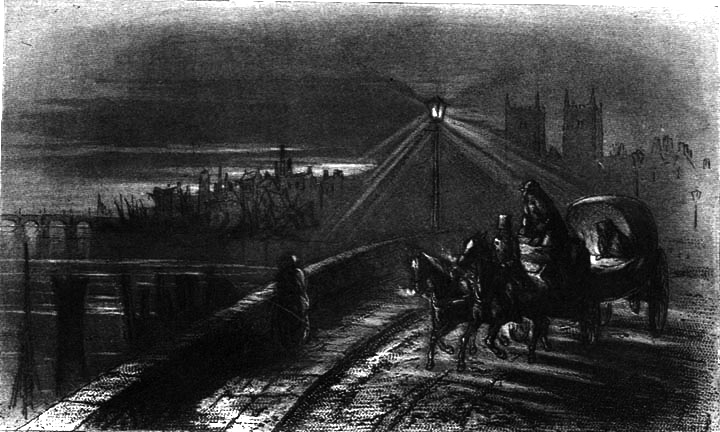
La nuit, début de la recherche de Lady Dedlock (Phiz).
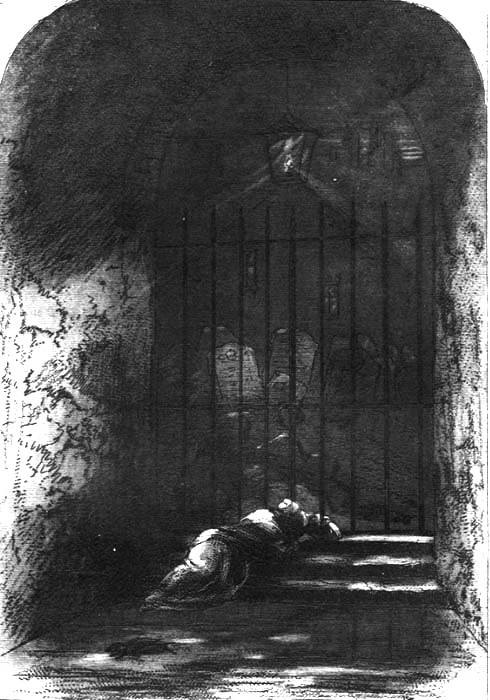
Découverte du cadavre de Lady Dedlock (Phiz).

Deux personnages coexistent en Lady Dedlock, la femme mariée, et Honoria, ancienne amante et mère d'un enfant, dichotomie se manifestant par un ennui colossal et une mélancolie de tous les instants. Comme l'indique son nom, même lorsqu'elle paraît s'ouvrir, Lady Dedlock est fermée comme une écluse, image récurrente jalonnant les stations de sa « Passion ». En trois occasions seulement, le masque et la personne se rencontrent, lorsqu'elle reconnaît l'écriture du copiste, quand elle se rend secrètement dans un cimetière, enfin lors de sa rencontre avec Esther dans le parc de « Chesney Wold ». Le masque ne s'arrache que par l'entremise de Tulkinghorn qui découvre son secret et est assassiné par une femme travestie en la dame. Alors Lady Dedlock redevient Honoria et, ses actions désormais en conformité avec son véritable moi, symboliquement les écluses s'ouvrent, la stérilité rend la place à la fertilité ; Honoria a tué Lady Dedlock puis a disparu à son tour, expiation qui vaut naissance pour Esther, puisque la souillure est lavée et le péché originel aboli.

##### Richard Carstone
Richard bénéficie de plusieurs avantages : c'est un garçon, atout dans le monde victorien ; il est orphelin de père et de mère, ce qui n'est pas trop désavantageux dans celui de La Maison d'Âpre-Vent ; il est riche, bien que ses avoirs soient enfouis dans l'affaire en cours ; enfin, il est entouré d'affection par sa sœur et son père adoptifs. Les choix sont donc siens : ou il décide de devenir un second Jarndyce à « Bleak House », ou, comme l'y pousse Esther, il fait face au monde afin de s'y creuser une vie responsable. Trois voies lui sont alors offertes, la médecine, le droit, la carrière militaire, mais chacune représentée par un modèle inadéquat : Mr Bayham-Badger qui s'est délesté de toute personnalité pour réincarner les deux précédents époux de sa femme, Kenge and Carboy qui sont rompus à la rapacité procédurière et Trooper George qui peut difficilement passer pour un héros ambitieux. Richard choisit la facilité : ne rien faire et hériter, persuadé qu'il hâtera la procédure de l'affaire ; s'il part conquérant, il devient peu à peu un jouet que s'échangent les pantins de la loi, pour finir comme le petit Jo, broyé, et secouru alors qu'il est trop tard par Allan Woodcourt.

##### Esther Summerson
De nombreux critiques font d'Esther Summerson une héritière des héroïnes de Richardson : ennuyeuse, moralisatrice, domestiquée et plutôt bornée. D'autres, plus généreux, la comparent à Jane Eyre, le personnage éponyme du roman de Charlotte Brontë, qui passe elle aussi par une série de « maisons désolées » symboliques. D'autres encore y voient un personnage complexe, avec des interrogations psychologiques plongeant au cœur de l'inconscient. Du gommage de sa vie par sa marraine à une relation trouble avec sa poupée, puis envers quiconque veut bien lui témoigner la moindre attention (son tuteur, Ada Clare, Richard et même Skimpole qui fait un temps illusion), sa quête de soi se poursuit. Elle se décrit d'abord comme une « petite bonne femme méthodique, un peu sotte et aux manières de vieille fille » et accepte avec gratitude les surnoms dont on l'affuble, tous niant sa féminité. À ce stade, elle retourne de façon obsessionnelle au manque d'affection dont elle a souffert, souvent par l'intermédiaire du rêve ; et, lorsque Guppy lui propose le mariage, elle se sent outragée, non pas tant par le prétendant, quelque ridicule qu'il soit, que par l'idée de convoler,. La nouvelle des fiançailles d'Ada et de Richard déclenche en elle une joie éloquente, tant devient évidente sa satisfaction de vivre cette expérience par procuration ; et, lorsqu'elle perçoit l'intérêt d'Allan Woodcourt, sa surprise n'est pas dénuée de plaisir : elle loue sa conduite lors du naufrage et garde son bouquet en porte-bonheur. Puis vient la maladie, occasion de passer sa vie en revue, une « succession de soucis et de difficultés ». Il s'agit là d'une période de transition où elle focalise son amour sur Ada, qu'elle idéalise d'autant mieux que cela ne l'engage pas,. Alors vient la proposition de John Jarndyce, qui l'invite à acquitter un dû de bonté. De ce fait, elle agite frénétiquement son trousseau de clefs tout en se rappelant sa mission : « s'occuper, s'occuper, s'occuper, se montrer utile, aimable, de bon service ». S'ensuit une cérémonie de renonciation : les fleurs de Woodcourt sont symboliquement brûlées, l'affection pour Ada, alors secrètement mariée à Richard, s'efface dans les spasmes d'une douleur égale à la liberté d'aimer que Woodcourt a représentée. Dickens cesse alors de s'intéresser à sa psychologie, le dénouement du roman scellant son destin favorablement ; Jarndyce renonce à son projet, Esther accepte Woodcourt, mais sans que rien change : assise auprès de Jarndyce, elle garde ses surnoms, que son mari adopte sans ciller.

### Le processus de caractérisation
Les personnages sont regroupés en quatre pôles que se répartissent les deux narrateurs : John Jarndyce et « Bleak House », Jo et Londres, Sir Leicester et « Chesney Wold », Tulkinghorn et la Chancellerie. Esther narratrice est plutôt responsable du premier groupe, mis à part une brève incursion chez Jo au chapitre 31, tandis que le narrateur omniscient s'occupe des trois autres. Quelques passages significatifs s'opèrent d'un récit à l'autre : à partir d'Esther, ils concernent surtout Allan Woodcourt et Miss Flite ; du récit à la troisième personne sont prêtés Trooper George, Lady Dedlock et Guppy. Lorsqu'un personnage se voit ainsi « autorisé » à quitter un récit pour rejoindre l'autre, ses traits psychologiques sont en général exacerbés, soit par l'humble lucidité d'Esther, soit par l'enflure rhétorique du conteur omniscient.
Les deux narrateurs font usage de procédés ironiques, c'est-à-dire qu'ils cherchent à révéler les personnes cachées sous les personnages. Pour ce faire, ils disposent de trois techniques : l'humour, le pathos et la satire.

#### Humour et pathos
L'humour implique une part de sympathie. Aussi Dickens ne s'en sert-il que pour lancer de petite piques aux personnages recevant son agrément, façon de souligner leurs qualités jusqu'à la caricature. Ainsi, le traitement réservé à Mr Bagnet, dont l'extrême dévotion qu'il porte à son épouse devient gentiment excentrique. De même, Trooper George révèle sa bonté de cœur à la manière militaire. À cette catégorie ressortissent aussi Mrs Rouncewell dont la parfaite efficacité pèche par excès, et Miss Flite dispensant sa bienveillance tel un papillon butinant.
Le « pathétique » entoure les faibles dans la création dickensienne, et c'est le petit Jo qui en est le principal bénéficiaire. En particulier, la description de sa mort au chapitre 47, ironiquement intitulé, puisqu'il ne possède rien, « Le testament de Jo », est un morceau de bravoure mélodramatique conçu pour faire couler les larmes. Tous les ingrédients de ce que les Anglais appellent un tearjerker (« tire-larmes ») se bousculent au présent de narration, temps usuel dans le récit à la troisième personne, mais soulignant ici l'immédiateté de la tragédie.

#### Procédés satiriques
La satire de Dickens se fonde sur quelques procédés, en particulier l'enflure de certaines attitudes ou maniérismes, le choix des noms et, selon le cas, la comédie ou le drame. La vision qu'il a des êtres, a-t-il été souligné, ressemble à bien des égards à celle d'un enfant enregistrant avec force une impression isolée, un trait physique ou comportemental, une manie ou un tic. Au-delà de leur actualité historique, cette unicité de dimension leur confère la permanence : éminemment anglais et victorien, par exemple, Mr Chadband acquiert, par l'immuable répétition de son être, une transcendance le plaçant en dehors de son époque et même de la fiction, échappant au temps et à la durée, stylisés en leur ridicule et par lui promus à l'éternité

##### Noms

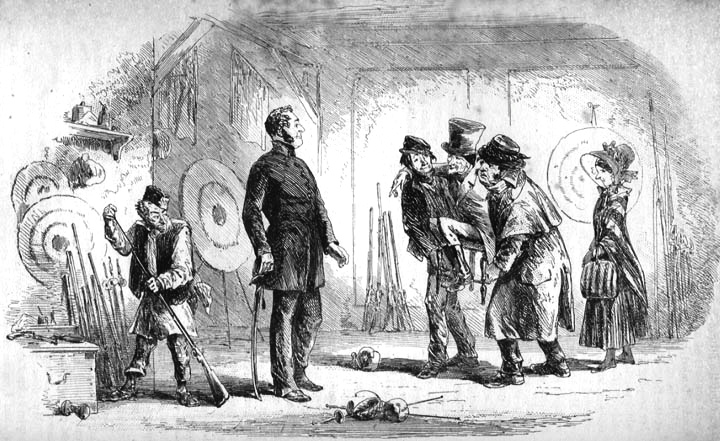
Le vieux Smallweed se fait porter jusqu'au stand de tir de George Rouncewell (Phiz).

Dickens s'amuse en déclinant des séries de noms dont la seule variante est la lettre initiale : ainsi les Boodle, Coodle, Doodle, etc., jusqu'à Noodle (« nouille »), et les Buffy, Cuffy, Duffy, etc., culminant en Puffy (« bouffi »), manière de souligner que tous les politiciens sont moulés à l'identique dans leur incompétence vaniteuse. D'autres noms révèlent l'activité de leurs titulaires : Blaze et Sparkle ressortissent tous les deux à la sémantique de l'« étincelant », appropriée pour des bijoutiers ; Sheen et Gloss disent des merciers à la camelote « brillante » ; Chizzle raconte l'homme de loi tranchant tel un « ciseau » (chisel) ; Swills annonce les vocalises méchamment avinées de son porteur ; quant à Bob Stables, avec un patronyme signifiant « écurie », il n'est guère étonnant qu'il veuille devenir vétérinaire. D'autres appellations, plus fréquemment rencontrées, témoignent du tempérament : Miss Barbary, par exemple, n'a pas de cœur, et Bucket (« seau ») passe son temps à écoper la boue de la société ; Krook est un filou (crook) aux doigts crochus (crooked) et pratiquant des affaires louches (crooked), etc. Le bestiaire est surtout réservé aux personnages secondaires ou de peu : Mr Badger (de badger, le castor), Mr Dingo (de dingo), Mr Chadband (de chad et band, banc de dorades), Mr Quale (de quail, la caille), Mr Swallow (de swallow, l'hirondelle), Mr Weevle (de weevil, le charançon) ; quant à Phil Squod, c'est un hybride d'encornet (squid) et d'escadron (squad).
Quelques noms relèvent du contexte historique : ainsi, le jeune Prince en souvenir du Prince-Régent et Watt rappelant le célèbre physicien. Celui des personnages principaux est chargé de symbolisme : Ada Clare, la pureté faite femme, Esther, reine ayant sauvé les Hébreux, Summerson, deux fois « ensoleillée » (« l'été et le soleil »), Woodcourt, solide et sain comme le bon « bois », Skimpole, « cueillant » (skim) l'élégante crème de la vie, Jarndyce, en état de perpétuelle « jaunisse » (jaundice), Honoria Dedlock enfin, « clouée » (lock) dans une morbide (dead) union (wedlock) de façade, véritables noms de scène qui sonnent bien et résument d'emblée leur titulaire.

##### Comédie ou drame
Comme souvent chez Dickens, certains personnages dits « évolutifs » entrent en contact avec d'autres restant figés, ce qui provoque des situations ressortissant à la comédie ou au drame, les deux de situation.

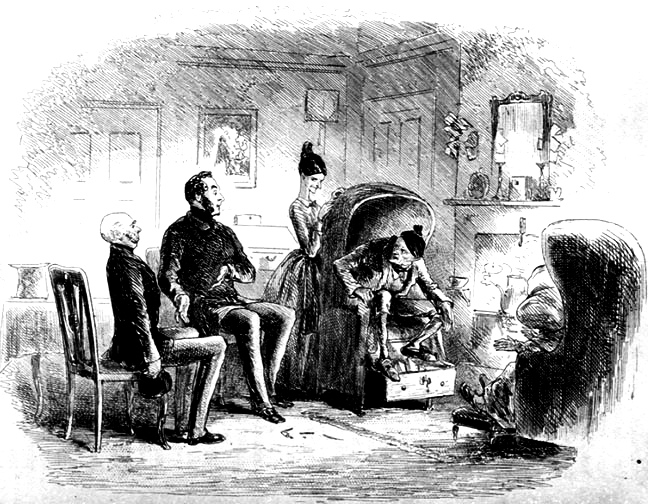
Trooper George face au vieux Smallweed (Phiz).

Les personnages déshumanisés deviennent des jouets pour les autres, qu'ils soient eux-mêmes des pantins plus affirmés ou, le plus souvent, des hommes et des femmes appelés à changer. Ainsi, Esther ne peut s'empêcher, lors de sa première rencontre avec lui, de voir en Mr Jellyby un objet étrange, et, lorsque Trooper George fait face aux Smallweed, le narrateur omniscient se lance dans une comparaison entre David et Goliath, mais la scène s'est inversée, Trooper George ne s'avérant qu'un géant vulnérable entre les mains habilement perverses d'un redoutable nain,. De telles scènes s'apparentent à la farce, les personnages comiques se comportant selon leur schéma préétabli et les narrateurs, surtout le titulaire de la troisième personne, s'en donnant à cœur joie. Cependant, la comédie peut soudain changer de registre et appeler le bathos, ce pathos que suscite l'excès de souffrance soudain porté jusqu'au ridicule. Ainsi, lorsque le jeune Peepy Jellyby se coince la tête entre les lances d'une grille, les voisins compatissants volent à son secours, mais le tirent du mauvais côté,.
Le drame de situation apparaît surtout dans le récit d'Esther qui, dévoilant ses préférences, se situe au nœud de l'intrigue. Qu'elle en réchappe sans dommage ne semble dû qu'à sa force de caractère et à son légendaire bon sens. Car un conflit sourd en La Maison d'Âpre-Vent : d'un côté, les hommes de pouvoir ; de l'autre, les laissés-pour-compte. D'où des scènes de dramatisation extrême qui forcent les personnages évolutifs à se révéler au plus secret : ainsi, Lady Dedlock, conduite à arracher son masque d'élégant ennui lorsque le système la traque comme un animal blessé ; de même, Richard Carstone, parti à la dérive dès son alliance avec ce système qui s'apprête à le broyer ; quant à Esther Summerson, elle observe, réagit, puis fait un choix, résolument du côté des victimes. Au bout du compte, les deux mondes, le sien et celui du système, coexistent, mais sans plus se rencontrer.

##### Personnages et environnements
Chez Dickens, les personnages sont à l'image des lieux où ils évoluent. Ainsi, Jo ressemble à « Tom-All-Alone's » dont il se dit lui-même « un produit fait maison » (a home made article) et où les résidents grouillent comme des asticots (maggot-like) ; John Jarndyce est à l'image de sa « Bleak House », retiré et complexe. Le décor finit même par sécréter la personne : Krook reste indissociable de son entrepôt, Hawdon de son cimetière, le Lord Chancelier de sa cour. Il arrive qu'une fois le processus de caractérisation achevé, le personnage soit détaché de cet environnement et lâché dans l'aventure, mais Henri Suhamy explique qu'alors l'environnement continue à jouer son rôle, « en fournissant des accessoires symboliques sur demande, son brouillard ou son soleil, ses prisons ou ses promenades, ses arbres tordus, noircis, rabougris et ses jardins ».

### Fonctions des personnages
Les romans de Dickens étant, malgré leur diversité, des entités organiques cohérentes, les personnages y remplissent d'abord un rôle structurel, et John Forster rappelle combien Dickens aimait à souligner que « le monde est bien plus petit qu'on ne le croit […] nous sommes tous reliés pas le destin sans le savoir, […] et demain ressemble beaucoup à hier ». Le narrateur omniscient insiste lui aussi sur cette interdépendance lorsqu'il demande : « Quel rapport existe-t-il entre tant de gens qui, des points opposés de l’abîme, n’en sont pas moins rapprochés d’une façon étrange, dans les drames sans nombre que renferme la société ? » Dans La Maison d'Âpre-Vent, les personnages se trouvent reliés selon deux axes principaux, l'un vertical, celui du déterminisme historique et social, l'autre horizontal, fait de duplication, division ou aliénation thématiques.
Telle est la condition humaine dans le roman, que ses personnages sont plongés dans un monde qui s'est fourvoyé avant leur naissance ou au cours de leur passé. Dickens montre que la société est un corps organique où chaque classe dépend des autres. La négligence de la caste dirigeante perpétue le pestilentiel « Tom-All-Alone's », qui à son tour contamine l'ensemble de la population, soit directement par la contagion, soit de façon détournée, par la présence du capitaine Hawdon dans le cimetière qui précipite la chute de la maison Dedlock. Ainsi, la « lie » du populaire côtoie le beau monde, tous solidaires malgré eux et finalement réunis, autant de trajectoires parallèles mais asymptotes.
Dickens n'a jamais doté une seule de ses créations d'une psychologie complète ; c'est par l'addition de plusieurs facettes disséminées çà et là qu'il rend compte de la réalité humaine. Ainsi, un type social défini se voit doublé ou même triplé : les hommes de loi sont représentés par Tulkinghorn, Conversation Kenge, Vholes, les victimes de la Chancellerie par Gridley, Flite, Carstone, etc., les parasites par Smallweed, Skimpole, Turveydrop, voire Jarndyce, les robustes esprits par Boythorn, Mr Bagnet (Lignum Vitae), Mrs Bagnet, Trooper George, les sauveurs par Esther, Woodcourt, Rouncewell.

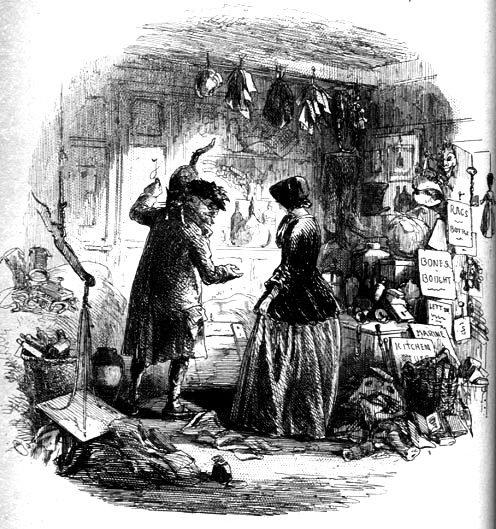
Krook, le Chancelier de la brocante, se fait déchiffrer le document crucial qu'il vient de trouver (Phiz).

Le schéma le plus fréquent, cependant, est le double : soit la copie conforme, soit le contraire. Ainsi, Krook est une parodie burlesque du Lord Chancelier, encore que son bric-à-brac est moins chaotique que la justice ; sa mort par combustion interne acquiert une dimension symbolique : elle montre le chemin, l'auto-annihilation qui ne profite qu'aux vautours guettant les charognes de la loi. Le couple Boythorn-Skimpole est un assemblage de contraires, l'un généreux et sainement disert, l'autre pingre et rompu aux échappatoires volubiles ; Jarndyce et Skimpole forment un autre couple, mais de miroirs disposés face à face. D'autres paires ne servent qu'à illustrer deux aspects d'un sentiment ou d'une attitude, et à marquer le choix de Dickens : par exemple, Guppy est un prétendant pompeux et ridicule, alors que Woodcourt reste discret et peu préoccupé de soi ; Gridley en arrive à la violence, tandis que Miss Flite sombre dans une soumission folâtre ; Mr Bagnet est aussi résistant qu'un arbre noble et Jellelby s'assimile à un invertébré.
Dickens octroie également à certains de ses personnages une personnalité divisée, l'une publique, l'autre secrète. Deux noms leur sont alors attribués : Neckett côté jardin devient Coavinses côté cour, Jobling se métamorphose en Weevle, Hawdon se rétrécit en Nemo. Plus complexe est le cas de Lady Dedlock qui se trouve fragmentée par plusieurs relations triangulaires, celle qu'elle forme avec Hawdon et Sir Leiscester, celle qui se constitue autour du concept de la maternité, impliquant Esther, Miss Barbary et Jenny, enfin celle qui, sombrant dans la violence cristallisée autour de Tulkinghorn, la réunit à Esther et Hortense. Hortense sera le bras armé du meurtre, mais c'est bien Lady Dedlock qui, symboliquement, tue Tulkinghorn. L'identification de l'une et de l'autre aura été totale : si Hortense est promise à l'échafaud des hommes, seule Lady Dedlock reçoit le verdict de la justice immanente.
Dans La Maison d'Âpre-Vent, de nombreux personnages ne sachant rien les uns des autres se trouvent liés comme dans une mécanique impersonnelle. Tel est le cas, par exemple, de Jo et de Richard, broyés par le même système. Il en résulte, pour ces victimes, une aliénation totale du monde et même un éloignement de leur propre être, désintégration résultant de la pestilence morale de la société.

## Événements de la vie de Dickens en relation avecLa Maison d'Âpre-Vent
George Ford et Sylvère Monod notent que, si La Maison d'Âpre-Vent traite de sujets d'actualité, « ce serait une erreur d'y sous-estimer l'importance des mondes privés […], et ce serait une erreur aussi grande de faire de même pour la vie personnelle de Dickens ». D'ailleurs, John Forster corrobore cette approche lorsqu'il écrit : « Chaque écrivain doit s'exprimer à partir de sa propre expérience », obligation à laquelle Dickens souscrit totalement.

### Enfance et adolescence

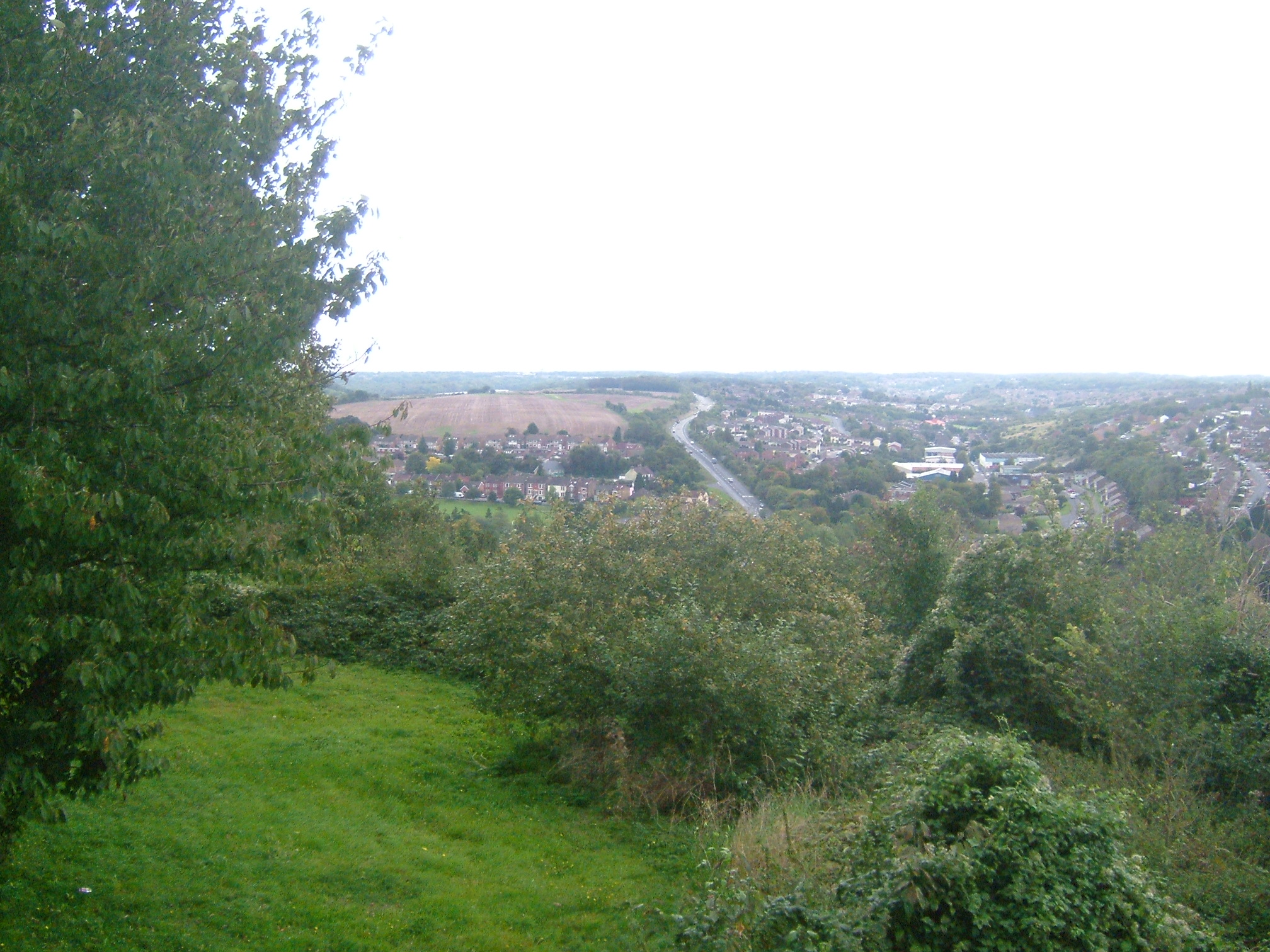
La campagne autour de Chatham.

De  1817 à 1822, Dickens a vécu non loin de Chatham, dans le Kent, errant dans la campagne qu'il n'a cessé d'idéaliser : « Cette période, a-t-il écrit, a été la plus heureuse de mon enfance. » La Maison d'Âpre-Vent en porte des traces : ainsi, la demeure de Boythorn est présentée comme paradisiaque par Esther, et bien des personnages s'efforcent de gagner la liberté qu'offre la campagne, comme l'auteur qui, après son divorce, retourne vivre dans le Kent. Certains, obligés de rester dans la capitale, s'efforcent de recréer un petit espace rural : ainsi, les Bagnet vénérant « la verdure » servie à tous les repas.

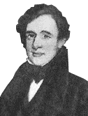
John Dickens, le père de Charles Dickens.

C'est aussi l'époque où Dickens prend conscience que sa famille se situe à la frange inférieure de la petite classe moyenne, avec des grands-parents ayant gravi l'échelle de la domesticité et un père petit employé. Dans La Maison d'Âpre-Vent, la gouvernante de « Chesney Wold », Mrs Rouncewell, bien considérée par ses employeurs, ressemble beaucoup à la grand-mère Dickens ; et son fils George, dépourvu de sens pratique mais non sans principes, possède des affinités avec John Dickens, le père du romancier, incapable de la moindre gestion familiale. Quant à l'autre fils, Mr Rouncewell, ou encore l'Inspecteur Bucket, ce sont des personnages rappelant par l'exemple l'une des vertus chères à Dickens, ce self-help qui fait qu'on ne doit sa réussite qu'à soi-même. De plus, un secret pèse dans le cercle familial, celui d'un oncle maternel, Charles Barrow, bien placé dans la hiérarchie de la Marine, mais ayant dû s'exiler pour détournement de fonds. Dans La Maison d'Âpre-Vent, le secret joue un rôle structurel en cela qu'il détermine le personnage et le récit d'Esther.
D'autre part, Dickens a trouvé refuge dans la lecture, ce qu'il rappelle dans David Copperfield où il cite nombre de romans du XVIIIe siècle qui, écrit-il, « tenaient mon imagination en éveil », sans compter Les Mille et Une Nuits et « les histoires des génies », en fait, les contes de Perrault. Dans le roman, se retrouvent des personnages issus des archétypes féeriques bons ou méchants, et le Roderick Random de Smollett semble a contrario avoir influencé le personnage de Richard Carstone.

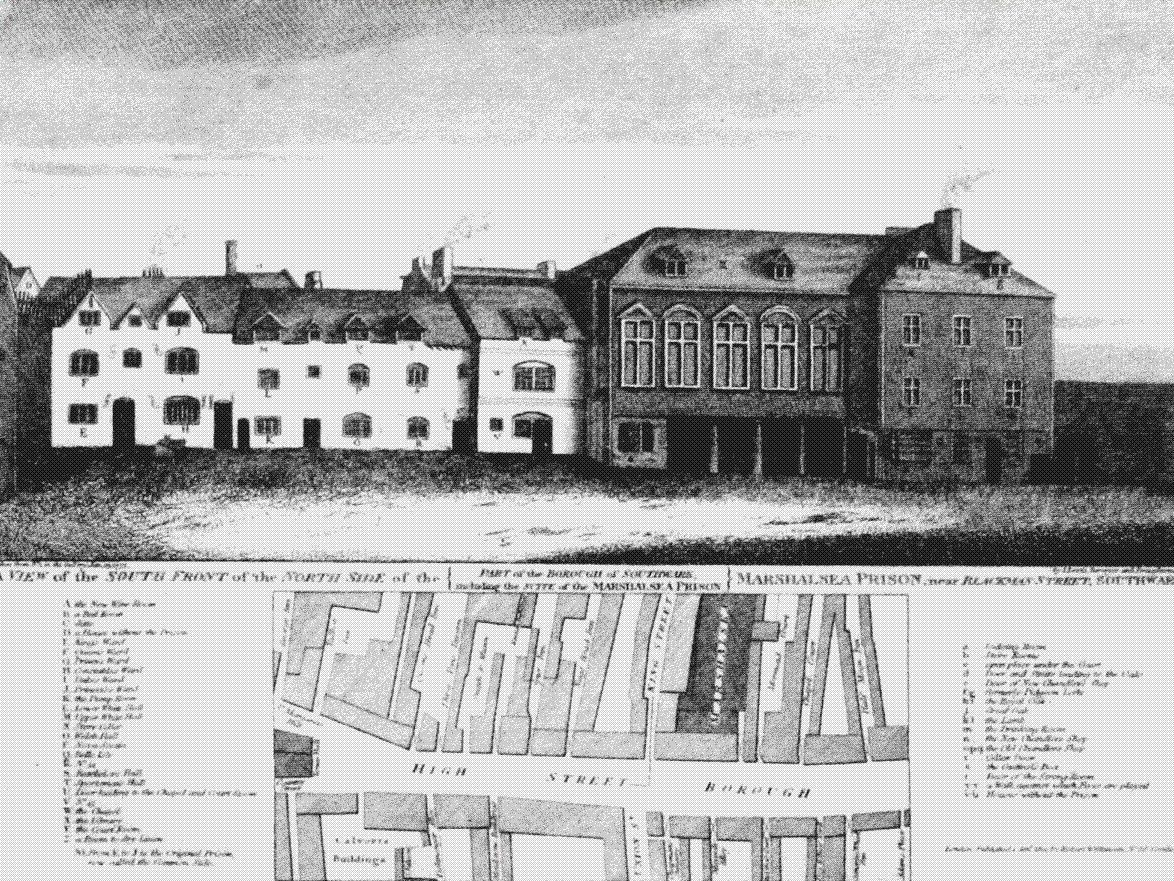
La prison de Marshalsea à la fin du XVIIIe siècle.

Le manque d'argent suivant la mutation de John Dickens à Londres a des conséquences dramatiques. De fait, l'argent est partout présent dans La Maison d'Âpre-Vent, au tribunal qui en juge comme, de façons différentes, chez les individus. Le jeune Charles est retiré de l'école et, selon lui, « dégénère jusqu'à cirer les bottes de mon père » ; d'où son identification avec Charley à laquelle il donne son prénom. De plus, l'incarcération du père à la Marshalsea se retrouve dans l'emprisonnement de George Rouncewell, et l'embauche à la manufacture Warren, avec sa souffrance physique et morale, se reflète dans le sort du petit Jo. En outre, l'attitude de sa mère, hostile à son renvoi à l'école après la libération de son mari, conduit à une blessure sans cesse ressassée,, expliquant peut-être les mères du roman qui ajoutent leur négligence à l'inconstance paternelle. Quant à John Dickens, qui décède en 1851, il a sans doute inspiré certaines facettes de Mr Jellyby, victime de sa femme, et même de Mr Vholes, malgré tout bon fils et bon père, voire de Mr Jarndyce, paternel vers la fin.

### Vie privée et vie publique
D'abord employé d'un cabinet d'avocats, Dickens a connu les institutions et les lieux de justice qu'il décrit dans le roman, et il a été témoin des lourdeurs de la Chancellerie, à laquelle il a eu lui-même affaire. Ensuite, devenu reporter-journaliste à la Chambre des communes, il a parcouru les provinces en diligence, mode de transport habituel dans La Maison d'Âpre-Vent, et surtout arpenté la capitale, autant de souvenirs ayant inspiré la description des quartiers de « Tom-All-Alone's » et des maçons. S'est aussi approfondi son amour du théâtre, que reflètent les situations-clichés comme l'offre de mariage du tuteur, l'outrance pathétique de la mort de Jo, les métaphores de Sir Leicester, ou encore les déclarations redondantes de Chadband.
L'amour que Dickens a éprouvé pour Maria Beadnell est toujours resté lancinant en lui, et, en écho, Lady Dedlock est condamnée, non pour avoir brisé un tabou, mais pour avoir trahi son cœur. De plus, le jugement qu'il porte sur son épouse a sans doute aiguisé certains de ses portraits maternels ; enfin, père exigeant, il lui est arrivé d'être déçu ; d'où sa dénonciation sévère des velléités de Richard.
Mary Scott Hogarth, la jeune belle-sœur de Dickens morte à 17 ans, se retrouve en Ada Clare ou encore, par certains aspects, dans Esther Summerson, chacune au nom de pureté ensoleillée. Quant à Georgina Hogarth, qui est restée auprès de lui jusqu'à sa mort, elle ressemble à Mrs Rouncewell, la gouvernante des Dedlock, voire à Esther encore en tant que maîtresse de maison et mère de substitution. Cependant, Dickens a doté cette dernière d'un statut plus épanoui, puisqu'elle devient épouse et mère.

## La société dansLa Maison d'Âpre-Vent
« Avec Bleak House, écrivent Butt et Kathleen Tillotson, ce n'est plus un seul aspect qui se voit privilégié, mais une vue générale qui est proposée, intégrant la diversité des détails explorés au fil des précédentes œuvres. »

### L'actualité

La Cour de la Chancellerie, par Augustus Charles Pugin et Thomas Rowlandson (1808).

De plus, les abus dénoncés en 1839 par Carlyle dans Le problème de l'état de l'Angleterre se trouvent au cœur des préoccupations intellectuelles ; deux attitudes sont officiellement pratiquées : « accepter et promettre le bonheur dans l'au-delà », ou alors « sauver le monde avec de l'eau de rose ». Ce diagnostic s'applique à la foule des miséreux, Jo, la famille du maçon et les résidents de « Tom-All-Alone's », les défaitistes de Chesney World, les dissidents et les philanthropes. 1851, en outre, est l'année suivant l'officialisation de la hiérarchie de l'église catholique en Angleterre, considérée par beaucoup comme une « agression papiste », surtout par les puseyistes qui tiennent une grande part dans le roman.
La dénonciation de la Chancellerie vient de loin. Dickens, en 1850, publie deux pamphlets dans Household Words, dans lesquels il dénonce les emprisonnements à long terme de victimes des incohérences du système. Une année plus tard, le Times en fustige l'inertie, les lenteurs, les décisions le plus souvent erratiques, la corruption des juges. Dickens ne fait donc que reprendre les accusations généralement admises et plus particulièrement portées par la presse. Il ne fait confiance en aucun cas au Parlement pour réformer quoi que ce soit, ce qu'il montre à sa façon ironique dans sa description de la soirée tenue à « Chesney Wold »,.

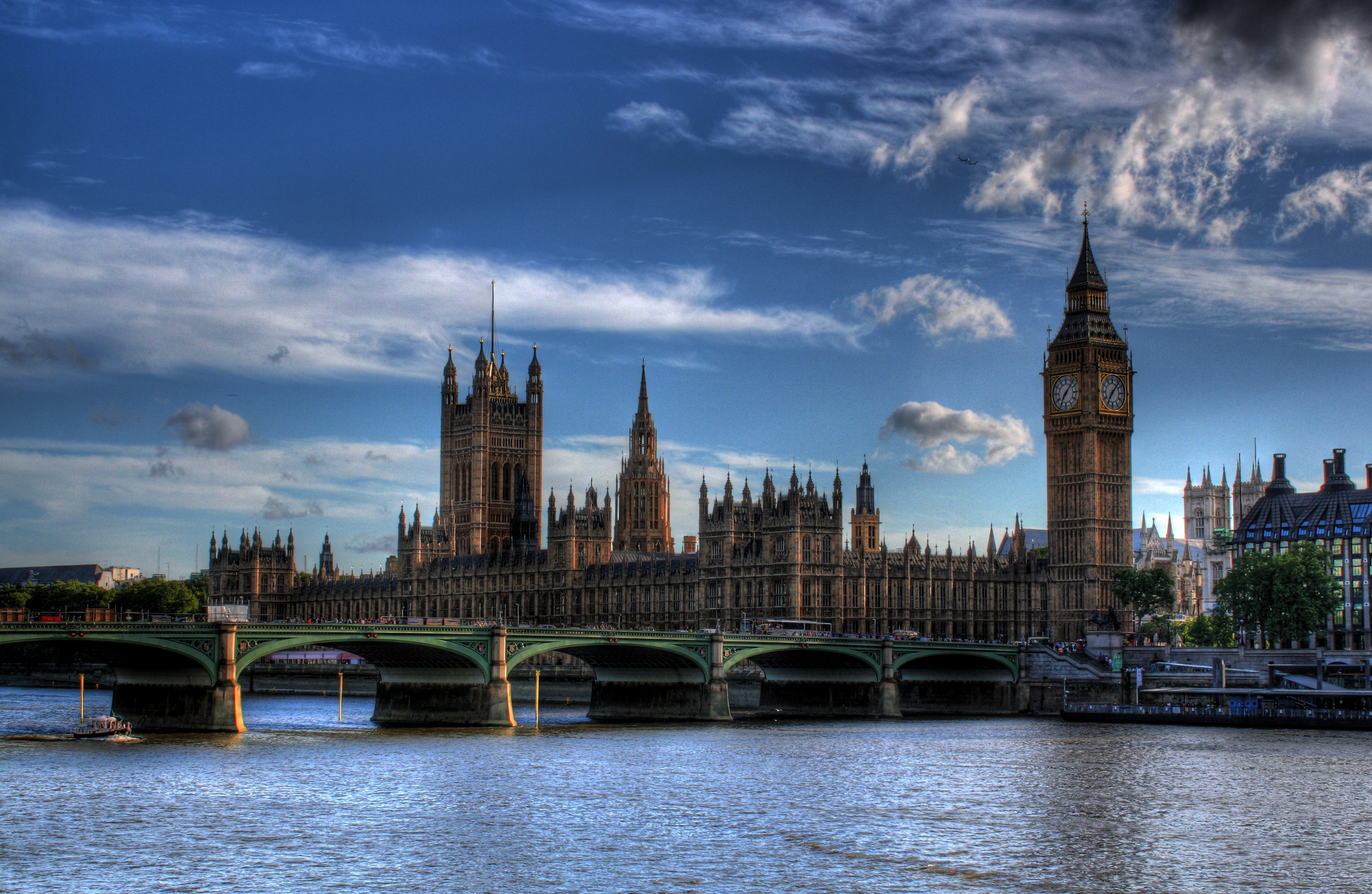
Les Chambres du Parlement à Westminster.

Cette attaque contre le gouvernement se fait l'écho d'une actualité extrêmement présente à Westminster et dans la presse. En février, le pays se trouve sans gouvernement pendant quinze jours, son remplaçant se trouvant lui aussi vite en difficulté. Le Times se déchaîne, dénonce le népotisme sévissant en haut lieu au sein des deux ou trois familles qui comptent,. La Maison d'Âpre-Vent reprend cette critique lorsque le narrateur évoque « Boodle et sa suite » à défaut de « Buffy et sa suite »,. Plus tard, Sir Leicester commente la campagne électorale en termes ne pouvant qu'évoquer pour les lecteurs le souvenir de celle de juillet 1852,.
De même que les institutions, les personnages sont tout autant de leur temps que l'action qu'ils engendrent. Le roman présente des femmes « responsables de quelque mission », toutes brûlant d'« une bienveillance rapace ». Chaque lecteur comprend bien que, pour Dickens, « charité bien ordonnée commence par soi-même », mais il sait aussi que le romancier dépeint en ces zélotes des personnages qui s'agitent de façon néfaste sur la scène publique. Ainsi, Mrs Jellyby ne serait autre qu'une certaine Mrs Caroline Chisholm ayant fondé en 1850 une « Association de prêt pour les familles des colonies », avec d'abord le soutien de Dickens, mais dont celui-ci s'est détourné après avoir constaté la saleté de ses enfants et de son logis. De même, Borioboola Bla se fonde sur une expédition montée en 1841 pour abolir l'esclavage sur le fleuve Niger et importer de nouvelles techniques agricoles ; l'échec de l'expédition a fait grand bruit et Dickens y a d'autant plus vu un exemple de philanthropie mal venue que plusieurs colons y ont laissé la vie,.
Pour les contemporains, l'inspecteur Bucket ne présente guère de mystère, Dickens lui-même ayant amplement traité du sujet dans deux articles dans lesquels il rend compte de son entretien avec deux inspecteurs, qu'il appelle Wield et Stalker. C'est manifestement ce Wield, de son vrai nom Field, qui sert de modèle pour Bucket montrant de l'intérêt pour les pauvres de « Tom-All-Alone's », si bien que le Times écrit que « Mr Dickens est occupé à écrire la vie de Field dans Bleak House ».
En 1850 éclate un scandale dont Dickens se fait l'écho dans Household Words : une jeune pupille de l'hospice paroissial, Jane Wilbred, âgée d'environ 18 ans, est placée comme domestique chez Mr et Mrs Sloane, qui la séquestrent et l'affament. Certes, tous les domestiques de Bleak House ne sont pas maltraités, mais deux d'entre eux rappellent l'affaire, ceux qu'emploie la famille Smallweed, Guster et Charley Necket.
La situation des femmes de militaires constitue l'une des préoccupations les plus discutées par le public au début des années 1850. La solde restant très basse, les soldats mariés sont dans l'impossibilité de se loger à leurs frais, et La Maison d'Âpre-Vent présente l'exemple de Mrs Bagnet exerçant sa vertu et son courage à garder la dignité de sa famille avec rien.
Mr Rouncewell, le maître des forges, se démarque par sa robuste indépendance de caractère et de comportement. Ici encore, il est possible que Dickens se fasse l'écho d'un reportage du Times sur ces entrepreneurs présentés comme exemplaires,.

### La satire
La satire de Dickens s'exerce surtout envers certains sujets où se sont rencontrées l'actualité et ses propres préoccupations, tous partie prenante du schéma général.

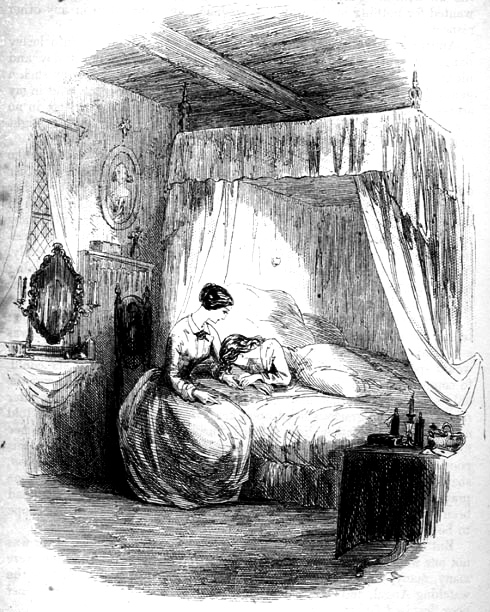
Esther veillant Charley atteinte de la variole (Phiz).

#### Nemo-Hawdon
L'épisode concernant Nemo-Hawdon sert à illustrer à quel point la société dans son ensemble se trouve concernée en laissant la variole sourdre de la pestilence des sépultures, puis infecter Jo et marquer le visage d'Esther. Le capitaine Hawdon est « Nemo », c'est-à-dire « personne », ayant essayé, mais en vain, par cette incarnation de l'anonymat, d'échapper à son passé. Devenu un laissé-pour-compte, comme Gupy et Jo, bien éloigné de l'avidité générale puisque, comme Krook le résume si bien, il « n'achète pas », son passé s'accroche pourtant à lui dans l'intrigue et aussi de façon symbolique. Dans les faits, son écriture est reconnue par Lady Dedlock, Esther remarque sa petite annonce, Guppy soupçonne son passé, Tulkinghorn en démêle l'écheveau, mais Trooper George, fort de son acte de décès, se fait le champion de sa mémoire. Symboliquement, son passé hante celui de Lady Dedlock qui ne peut échapper à certains signes se manifestant à elle.
Mais ce qui semble surtout tenir à cœur à Dickens, c'est d'accumuler à chaque évocation les mots exprimant le dénuement et la misère physique, et cela jusque dans la mort et au-delà d'elle. La mort de Nemo, en effet, d'une surdose d'opium, va de pair avec l'horreur de celle de Krook et, de façon générale, est à l'image de la lèpre morale d'inhumanité sévissant à la Chancellerie et chez les gens de pouvoir. La description de l'inhumation est un chef-d'œuvre d'ironie montrant par l'exemple que la corruption a gagné jusqu'au vocabulaire. L'homélie officielle n'est plus qu'un amas informe d'expressions vidées de substance mais gravement débitées avec une emphase hypocrite. Dans cette logorrhée sardonique revient en leitmotiv l'expression « notre cher frère », alors qu'en guise de fraternité et d'affection règnent l'indifférence et le mépris. Mais la réalité se venge, puisque, de cette dépouille enterrée presque à même le sol sourd bientôt la maladie, germe d'une corruption qui, ignorant les barrières sociales, s'avérera rédemptrice, du moins pour certains, même si le système demeure comme immunisé.

#### Les taudis et le quartier des maçons

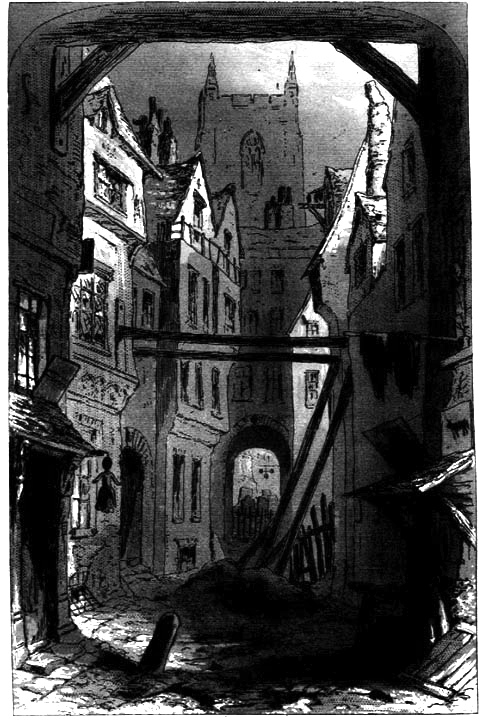
Tom-All-Alone's (Phiz).

Dickens décrit le quartier des taudis tel qu'il est ressenti par la population qui le traverse, comme le font Bucket et Mr Snagsby dans le cadre de leurs occupations : ruines pourrissant dans la fange et l'eau croupissante, puanteur telle que Mr Snagsby a un malaise, habitants du lieu se mouvant comme des asticots. Il cherche évidemment à soulever le dégoût et à montrer que la classe dirigeante préfère se voiler la face et se boucher le nez. Ainsi, « Tom-All-Alone's » devient l'emblème de l'indifférence des puissants, répandant malgré lui le mal qui l'assaille. Si la solidarité fait défaut aux humains, elle prolifère à l'échelle organique, scellant par ses méfaits une sorte d'unité sociale.

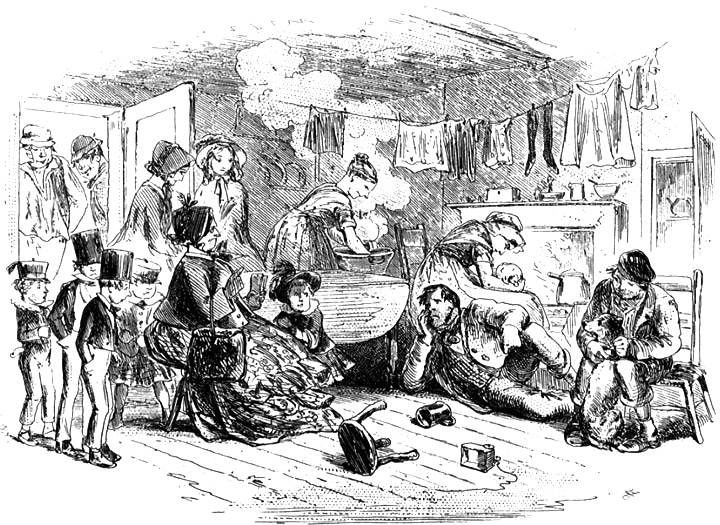
La visite dans le quartier des maçons (Phiz).

Le quartier des maçons est décrit lors de la visite de Mrs Pardiggle et durant la fuite du maçon, puis sa traque par Bucket. Mrs Pardiggle conclut que l'homme a dégénéré en animal ; Bucket et Snagsby s'enquièrent auprès de Jo et sont conduits dans la pièce où loge la famille, basse, noircie, dépourvue d'oxygène au point que la chandelle a l'air maladive et pâle. Dickens s'insurge à nouveau contre les autorités que le spectacle de tant de misère devrait sortir de leur torpeur. Sinon, il est à craindre que l'Angleterre tout entière soit réduite à l'état de taudis comme « Tom-All-Alone's », de vaste sépulcre vide à l'image de « Chesney Wold », et, de ce fait, ne subisse un effondrement général.

#### Les dissidents et Mr Chadband

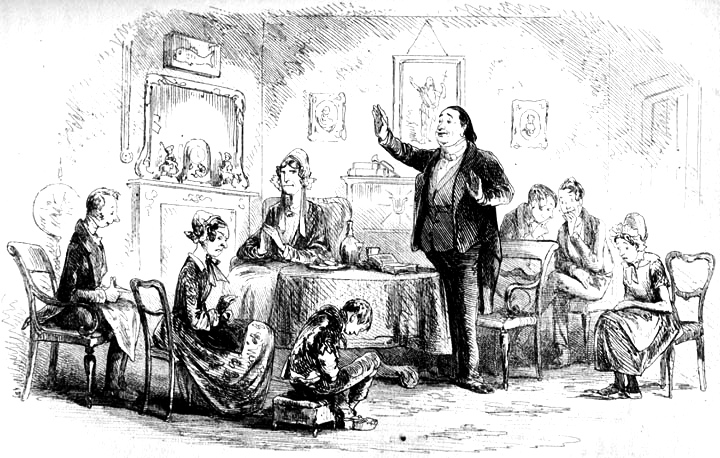
Chadband harangue le petit Jo.

Dickens fustige les dissidents à travers Mr Chadband, antipathie née dès 1821 à l'écoute d'un de leurs sermons. Avec Mr Chadband, il entend ridiculiser l'arrogance spirituelle, la rigidité, l'auto-illusion, l'extrême sectarisme. Il met en scène son dégoût avec le plus grand art, assortissant sa cible d'un chœur antique et lui octroyant une éloquence redoutable tout en s'appliquant à en miner les fondements pour en exposer l'arrogance hypocrite sous le masque d'une humilité dévote. La satire la plus percutante est celle qu'il déploie lorsque le ministre du culte repus entreprend d'« améliorer » le jeune Jo affamé, parodie grinçante de la parabole de Jésus appelant à lui les petits enfants. Jo, à son habitude, ne comprend « rien » et Chadband se satisfait béatement du résultat.

#### Les femmes
Environ vingt femmes s'activent dans Bleak House, toutes plus détentrices d'autorité que leurs homologues des précédents romans, les philanthropes, Esther Summerson, les travailleuses entreprenantes et Hortense.

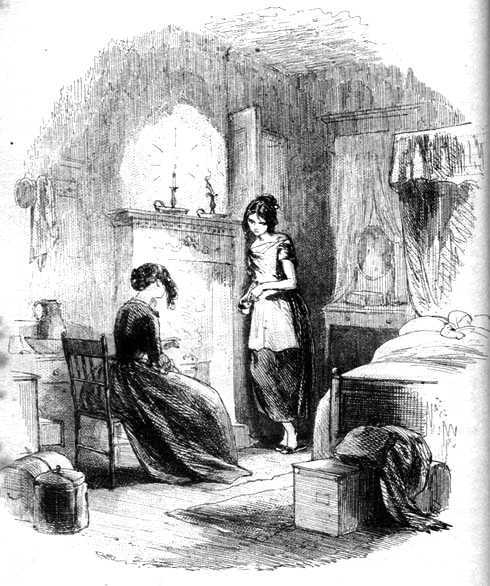
Caddy Jellyby, que néglige sa philanthrope de mère (Phiz).

Dickens déguise les philanthropes en « femmes avec une mission », attitude trahissant, selon Ellen Moers, son hostilité envers le féminisme naissant des années 1850. De leur action, en effet, il ne retient que le revers de la médaille, un tourbillon de charité mal ordonnée. Il dénonce le chaos domestique et, au bout du compte, la société tout entière en souffrance d'épouses et de mères oublieuses de leurs premiers devoirs. Pourquoi La Maison d'Âpre-Vent, écrit de 1851 à 1853, a-t-il servi de vecteur à Dickens pour la seule réaction qu'il ait apportée au déploiement d'énergie des féministes ? La satire à leur encontre se faisait virulente en 1851, avec des caricatures de femmes en pantalons se livrant à des activités d'homme, publiées par l'hebdomadaire Punch.
Cependant, des femmes rencontrent son admiration, ce qui a conduit certains à penser qu'il a pu avoir été inspiré par l'exemple de toutes ses consœurs écrivaines envers lesquelles il professait un profond respect. Après tout, en Esther, il a créé une auteure qui témoigne de sa compétence en s'acquittant d'un récit difficile mené à son terme avec le brio de l'exhaustivité. Esther, il est vrai, n'est pas la cible de sa satire, son rôle étant plutôt de réparer les dommages causés par les philanthropes,. Elle représente la femme telle qu'elle doit être pour lui, par opposition à ce que ces « agitées » ne sont pas, son courage tranquille irradiant pratiquement toutes les victimes de la Chancellerie,.

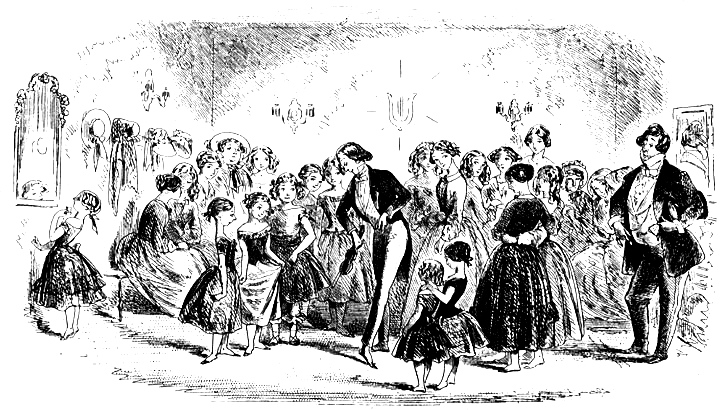
L'institut de danse.

Les « travailleuses entreprenantes » sont représentées par des personnages de femmes que Dickens veut admirables : Mrs Rouncewell, Mrs Bagnet, Mrs Bucket et Caddy Jellyby. La première est gouvernante d'une vaste propriété qu'elle gère avec une compétence sans égale, peut-être à l'image de la grand-mère de Dickens, parvenue au sommet de la hiérarchie de la domesticité, ou de sa belle-sœur Georgina Hogarth. La deuxième a construit un commerce florissant d'instruments de musique. Mrs Bucket collabore si intelligemment aux enquêtes de son mari que lorsqu'elle est de service, il devient impossible de distinguer l'un de l'autre. Reste Caddy Jellyby qui épouse le fils Turveydrop et qui, par ses initiatives et ses dons artistiques, fait prospérer l'institut de danse familial.
Énigmatique, mais dangereusement passionnée, Hortense tue Tulkinghorn par vengeance et essaie de faire accuser Lady Dedlock de son crime. À sa façon, c'est, elle aussi, une femme d'action qui va de l'avant d'un pas sûr, comme elle est symboliquement montrée arpentant l'herbe fraîche et humide du petit matin.

#### Le maître de forges
Dickens a conçu Mr Rouncewell en homologue opposé de Sir Lescester Dedlock. Si les deux partagent certaines caractéristiques, de grandes différences les séparent. Les deux hommes ont le même orgueil et la même richesse, acquise chez le premier, héritée chez le second ; mais l'incompétence et l'oisiveté de l'un s'oppose au savoir-faire et à l'acharnement au travail de l'autre. L'un a épousé une beauté ayant péché, l'autre la fille courageuse d'un contremaître ; l'un est sans enfant, l'autre a trois filles. Le premier méprise l'instruction, alors que le second y voit le seul levier de la promotion sociale. Enfin, l'un s'accroche à la tradition et à ses privilèges, l'autre met ses espoirs dans de nouvelles machines et dans le potentiel d'une industrialisation rénovée. Leur principale différence, cependant, est leur façon de traiter les personnes qui sont à leur charge : Sir Leicester pratique une sorte de paternalisme fondé sur l'esprit de caste ; Mr Rouncewell croit en l'effort et aide les siens en les éduquant. En fait, la compétition est ouverte entre l'ordre ancien et l'ordre nouveau, ce que Dickens illustre métaphoriquement dans sa description « du pays du fer », lorsque Trooper George part à cheval rejoindre son frère dans le Nord. Le pays du fer est décrit en termes métalliques, avec des barres, des coins, des citernes et des chaudières, des roues et des rails, toutes choses destinées à fabriquer l'énergie de la vapeur, à transporter les produits, à innover.
Deux visions entrent alors en compétition : ou bien ce Nord est une nouvelle catastrophe, ou bien il ouvre un nouveau champ d'espoir.
Des montagnes de débris rouillés évoquent l'entrepôt échevelé de Krook, tandis que les amas de paperasses encombrent la Chancellerie. Le fer, semble-t-il, n'est plus dans sa jeunesse triomphante, il est déjà vieillissant. Les fumées des hauts-fourneaux rappellent le brouillard londonien, leurs scories envahissent le paysage, telle la boue souillant les rues. Yeux, bouches, narines, mains, le corps, tout se couvre de suie, saleté rappelant la demeure de Mrs Jellyby, la poussière véreuse du tribunal, la fange des taudis, la transpiration huileuse de Chadband, les vapeurs nauséabondes des restes du chiffonnier. Ainsi, la nouvelle industrialisation n'offrirait pas un monde meilleur ; elle émergerait en tant que pouvoir, mais avec la même capacité à dominer que la vieille aristocratie terrienne. D'ailleurs, si cette dernière produit le petit Jo, sans rien, sans pensée, la première crée Phil Squod, mutilé, « objet brûlé et éclaté » d'avoir tant soufflé dans les forges, deux victimes de deux variations sur le thème de la tyrannie.
Et pourtant, Mr Rouncewell, le maître de forges, seul personnage de La Maison d'Âpre-Vent sans prénom, joue un rôle majeur dans le roman comme partie prenante du schéma général, et cela de trois façons : en tant qu'opposé de Sir Leicester, que frère de George et que père du jeune Watt. Si Sir Leicester représente un monde d'impuissance moribonde, Mr Rouncewell, quant à lui, offre, ne serait-ce que par son visage aux forts traits anglo-saxons, l'exemple de la foi dans le projet d'une nouvelle société. Mr Rouncewell s'exprime directement, alors que Sir Leiscester ne voit en son adversaire vainqueur qu'un nouveau Wat Tyler. L'union entre le jeune Watt et Rosa ne représente pas un compromis entre l'ordre ancien et la nouvelle société par le canal d'un amour partagé : d'ailleurs, Rouncewell, loin de s'y opposer, met tout son poids à la favoriser, façon de répondre aux nouveaux besoins de la jeunesse de manière moderne, de l'élever sans pour autant l'assister
Dans l'ensemble, la balance penche pour ce que le Nord a de mieux à offrir. Dickens en souligne l'esprit d'entreprise, la puissance de travail, l'efficacité, l'appel du futur. Mr Rouncewell a accompli en une génération plus que bien des familles en deux ou trois, et cet entrepreneur au cœur généreux sort de la confrontation comme un symbole de créativité, le digne père de Watt, porteur du nom du célèbre inventeur de la machine à vapeur.

## La double narration, élément structurel du roman
C'est avec une semblance d'autonomie que les deux narrateurs conduisent leur récit, encore qu'il existe des différences fondamentales entre eux.

### Les narrateurs
Le narrateur à la troisième personne n'est qu'un narrateur à l'omniscience limitée et manquant d'objectivité, son apparente impersonnalité tirant sans cesse sa vision du monde vers le chaos. Le narrateur à la première personne est un personnage du roman, Esther Summerson, qui se met à écrire sept années après les faits rapportés. Si la vision du premier est immédiate, la sienne est rétrospective, ce qui lui confère certains privilèges : facile projection dans l'avenir, devenu passé ou présent, appréhension des causes et des conséquences. Aussi son récit commence-t-il alors que s'est terminée son histoire et structure-t-elle son passé en un tout cohérent. D'un simple point de vue chronologique, la teneur du deuxième récit précède celle du premier, et ce n'est qu'au troisième chapitre que les deux se rejoignent, mais, chez Esther, le récit restant de bout en bout à son image, ses protestations de modestie et l'effacement de soi sont peu à peu mis à rude épreuve.

### Les récits

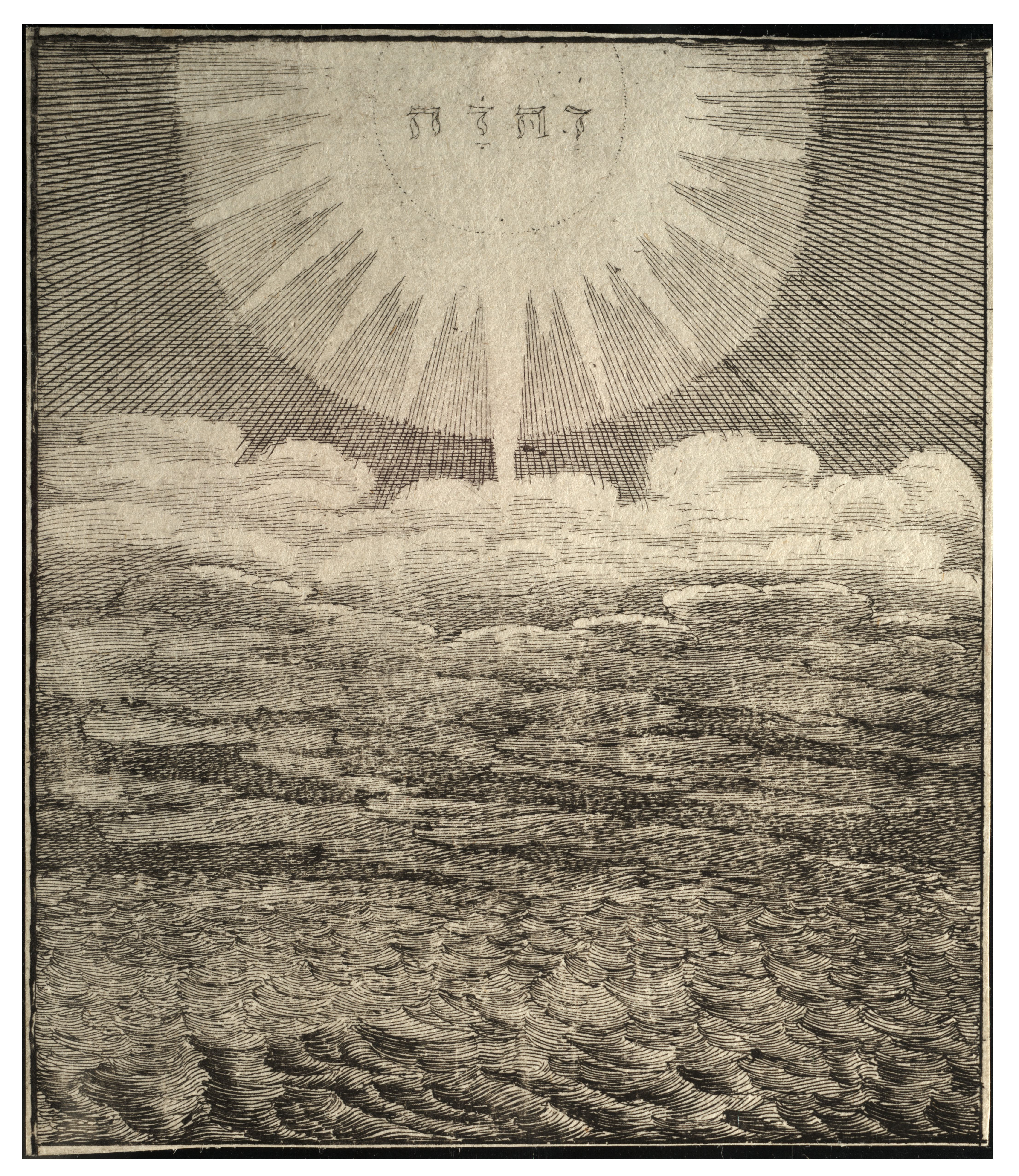
Le chaos primitif (Mythologie), par Wenceslas Hollar.

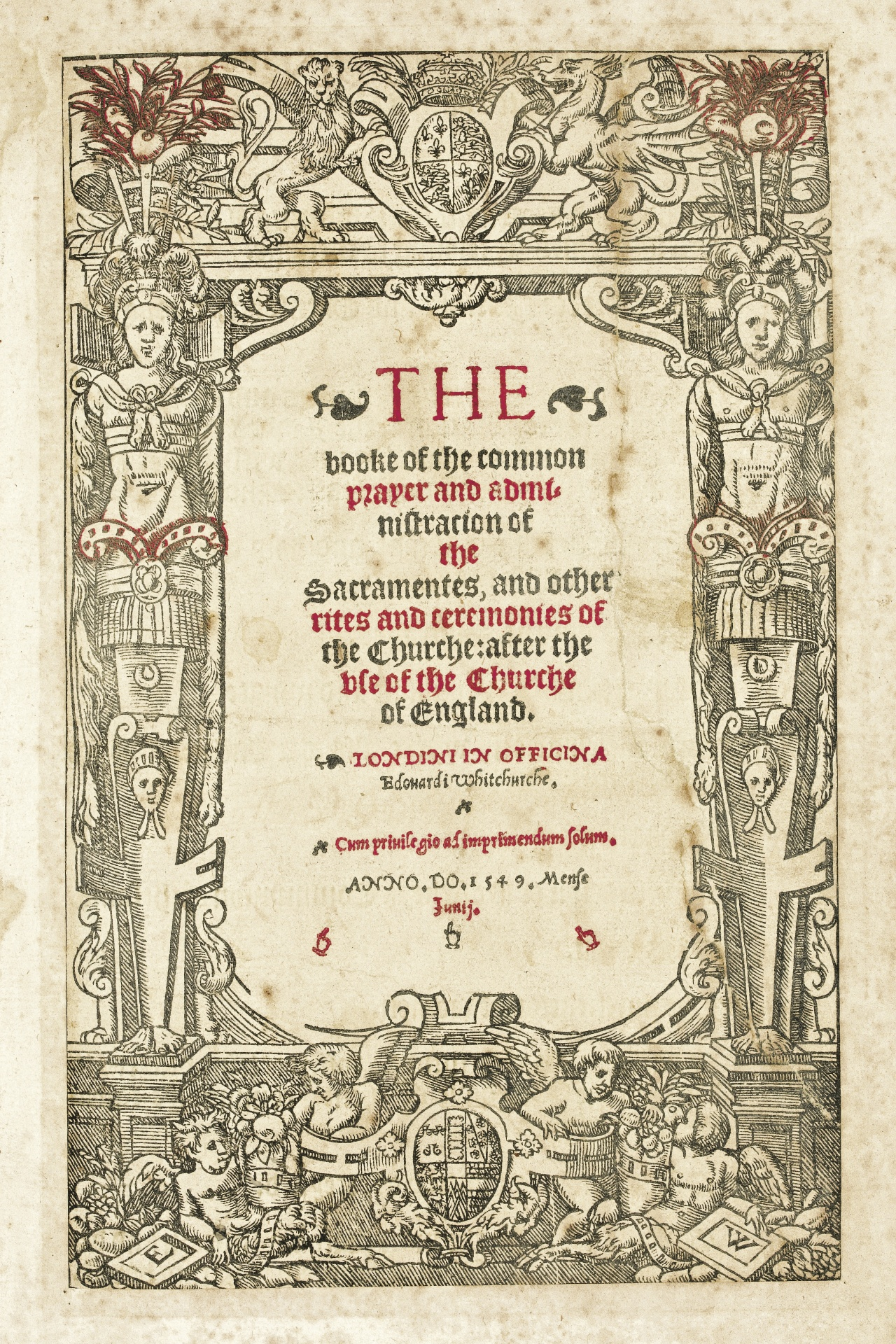
Livre de la prière commune de 1549.

Le récit à la troisième personne est conduit au présent, ce qui implique une exposition continue des faits alors même qu'ils se déroulent, vision anatomique paraissant parfois mal ordonnée mais dessinant inexorablement le schéma d'un univers retournant au chaos primitif. Les personnages y apparaissent métonymiquement en tant que représentants de leur monde ou de leur classe sociale. Leur comportement les résume. Ce que le lecteur apprend d'eux est presque toujours dû au qu'en-dira-t-on ou à ce qu'en racontent les témoins, technique permettant de préserver la distanciation et d'œuvrer ironiquement. En revanche, le récit d'Esther n'a aucun rapport direct avec l'intrigue, et, si des personnages y paraissent, c'est parce qu'ils font partie de l'entourage de John Jarndyce ou qu'Esther s'en fait des amis, ou encore dans la mesure où ils gravitent autour de Richard Carstone. Ce n'est qu'à l'extrême fin que son récit rejoint les événements alors qu'elle prête main-forte à Bucket, d'ailleurs sans trop comprendre ses allés et venues. Auparavant, son rôle se limitait à être l'enfant ignorée de Lady Dedlock.
Le récit à la troisième personne est d'essence rhétorique, avec un style dense, varié, à panache, mais capable aussi de se faire discret et de procéder par conjecture,. Il arrive même que son narrateur sache disparaître, particulièrement lors des situations les plus dramatiques : seuls demeurent alors ses indications scéniques et ses rapports de dialogue. Parfois, il procède par allusions dont la plupart, comme l'a montré Stephen C. Gill, se réfèrent à la Bible ou au Livre de la prière commune. Peut-être sa caractéristique essentielle est son tempo sans hâte, affaire de rythme mais aussi de syntaxe : si les phrases sont parfois longues, elles n'atteignent jamais à la période, et leur soudain revirement, quand il se produit, suit les méandres de l'esprit. Dans l'ensemble, la voix, pour rester calme, rend compte, mais à son aise, d'un épouvantable désordre.
Le récit d'Esther se fonde sur deux conflits, le premier provenant de l'auto-effacement annoncé de la narratrice ; d'où les critiques de prosaïsme, la relative vivacité de certains passages n'étant redevable qu'aux bizarreries des personnages. Le deuxième conflit oppose l'ordre au chaos, encore qu'Esther n'en formule même pas l'idée. En effet, que Dickens insiste tant sur sa bonté s'avère structurellement important, son altruisme tranchant sur l'égoïsme ambiant. Esther est une force de rédemption préservant « Bleak House » de l'insanité générale et affirmant silencieusement l'éternelle vertu du bonheur domestique. Elle est ainsi conduite à s'intéresser aux autres, à gagner leur confiance, à sonder les profondeurs de leur esprit et même, du moins vers la fin, à interpréter leur destinée, et ses ultimes lignes évoquent la « sagesse éternelle » qui lui confère « un sentiment plus profond de la bonté du Créateur ». Certains pensent qu'il s'agit là de simple autopréservation, que le roman se termine comme il a commencé, par le « morne repos » de « Chesney Wold » transféré dans la seconde « Bleak House » du Yorkshire. Cette interprétation ignore la foi que proclame sans cesse Dickens en la valeur de la responsabilité, et il semble approprié d'y voir un fil cohérent de consolation et de guérison, le dernier chapitre récapitulant les petits bonheurs acquis.

### Relations entre les récits
Les deux récits étant séparés, leurs relations sont surtout de convergence, et, paradoxalement, c'est cette diffraction qui les font in fine se rejoindre. Par exemple, lors de sa première rencontre avec Harold Skimpole, Esther exprime son ravissement à tant de brillante franchise et d'alerte angélisme, et ce n'est qu'assez tard qu'elle se prend à soupçonner que l'homme est moins innocent qu'il veut bien le laisser croire. À la fin, elle avoue sa détestation d'un être dont la volonté est de ne pas avoir de volonté, rejoignant en cela les constatations du premier narrateur. La double narration sert avant tout à resserrer la trame des numéros de La Maison d'Âpre-Vent. Chacun, en effet, à l'exception du cinquième, comporte au moins un chapitre de la main d'Esther, ce qui s'explique par le manque de protagoniste. Le premier narrateur se vouant à la satire sociale, reste ainsi une narratrice sur laquelle reporter sa sympathie, quitte à ce que l'homologue mette en perspective la portée de ses dires.
La répartition entre les deux récits est quasi identique, trente-trois chapitres pour Esther, trente-quatre pour le narrateur à la troisième personne. Cependant, la narration d'Esther occupe bien plus que la moitié du roman ; d'où la nécessité de passerelles. Quatre personnages seulement sont autorisés à les franchir, Guppy, Lady Dedlock, Bucket, chaque fois parce que l'intrigue l'exige, enfin Sir Leicester Dedlock qui rend visite à Mr Jarndyce. Le plus significatif de ces passages est celui de Lady Dedlock, intrusion dans le récit d'Esther mais aussi dans sa vie. Quant à Esther, elle n'apparaît jamais dans le récit à la troisième personne, mais, à la fin du roman, alors que les deux mondes se rejoignent lors de la poursuite de la fugitive, elle s'en rapproche et prend le relais de l'intrigue.
La convergence des deux récits révèle les liens existant entre des mondes et des personnages apparemment séparés, les liens du sang, du sentiment, des responsabilités, pas toujours immédiatement perçus, comme lorsqu'Esther, retrouvant sa mère, reste incapable d'apprécier la portée sociale et morale de ces retrouvailles. Pour autant, la convergence a ses limites et le battement des récits est comme la systole et la diastole du rythme général, les deux finissant par donner la même image de l'anormalité générale.

### La double narration et l'intrigue
La double narration explique sans doute que La Maison d'Âpre-Vent soit dépourvu de centre, avec une histoire parfois comparée à un cyclone aspirant les personnages et gagnant en élan, alors que l'œil en reste figé. Trois schémas principaux émergent cependant : l'histoire conte de fées et l'histoire mélodramatique, étroitement liées, enfin l'histoire tragique qui suit un cours original, chacune se développant en trois étapes.
Le conte de fées est l'histoire d'Esther Summerson, qui correspond au schéma stéréotypé que définit Marthe Robert, selon laquelle, une fois abstraction faite de l'appareil merveilleux, « [dans le conte de fées] tous les éléments se combinent en vue d'un dénouement nécessairement heureux […] La fin du conte est donc littéralement sa finalité ».
Du secret coupable aux retrouvailles avec l'enfant perdu, puis la révélation publique, tel peut se résumer le mélodrame vécu par Lady Dedlock, histoire qui peut être lue de deux façons auxquelles les lecteurs victoriens devaient être particulièrement sensibles. C'est d'abord une intrigue à sensation, sise dans un décor proche du gothique, avec un déchaînement élémentaire, une demeure figée dans le temps, une allée des fantômes, l'enfer des taudis et l'étranglement du labyrinthe londonien qui se rétrécit jusqu'à une pierre tombale, le tout couplé à une poursuite nourrie d'un suspense ponctué de révélations s'enchaînant inexorablement. C'est aussi un conte moral dans lequel triomphe la justice immanente, là où, certes, l'amour véritable reste vivace, mais jusqu'à l'humiliation, dans le respect mortel du code d'honneur et la punition sans rémission du péché.
L'histoire tragique concerne Richard Carstone : un héros innocent jeté en pâture à une société malade, qui enclenche lui-même le processus qui le broiera, la tragédie atteignant son point de crise lorsque le pauvre héros, ayant transgressé l'ordre social établi en voulant forcer le passage, est désormais considéré comme une menace, alors même qu'il se jette dans la gueule du loup en engageant les services de Vholes. En réalité, Richard est l'une, parmi les autres, des figures tragiques engluées dans la procédure inhumaine de l'affaire « Jarndyce contre Jarndyce », sa passion étant leur passion et l'événement tragique, apparemment prédéterminé, suivant un chemin qu'ouvrent elles-mêmes les victimes. Se pose alors la question de la fatalité interne, cet « accord honteux qui s'établit, chez le passionné, entre sa liberté et son esclavage ».

### La double narration et l'accomplissement de la Providence
La Maison d'Âpre-Vent opère donc sur deux niveaux, le récit d'Esther présentant une vue personnelle, celui du narrateur à la troisième personne offrant une vue historique. Jusqu'à David Copperfield, en effet, Dickens semble considérer le mal en termes individuels, mais ses dernières œuvres, comme Les Temps difficiles, révèlent sa propension à penser que c'est le bien qui émane des efforts personnels, et le mal qui résulte des systèmes corrompus. La Maison d'Âpre-Vent fait figure de charnière, présentant un monde où l'affirmation individuelle pour opérer les changements nécessaires se trouve contrecarrée par les forces constituées, et, si la voix du libre-arbitre finit par triompher, la lutte est rude pour y parvenir.
Dickens s'appuie sur certains penseurs ayant théorisé ces idées, en particulier Dr John Elliotson et Thomas Carlyle. Le premier croit en la capacité qu'a l'homme de modifier son environnement ; Carlyle défend avec acharnement le libre-arbitre et trouve des alliés chez certains clercs de l'église ou princes des lettres,. Dickens, lui aussi, croit que la liberté individuelle s'exerce en accomplissement de la Providence, mais il reste persuadé, comme Coleridge, que le mal naît d'une volonté affaiblie ou dégénérée ou bien de la croyance erronée en la toute-puissance de la destinée.
John Forster écrit de Bleak House que « rien n'y est introduit au hasard, tout tend vers la catastrophe » et parle de « la chaîne de petits incidents conduisant à la mort de Lady Dedlock, la chaîne d'intérêt reliant les habitants de « Chesney Wold » et de « Bleak House » »,. Cette solidarité des incidents paradoxalement fondée sur la coïncidence n'a cessé d'intriguer les critiques qui n'y voient que mécanique sans intérêt ou, au contraire, des lignes croisées de destinée, avec des personnages s'employant à vaincre le chaos du monde. Le monde restant perçu différemment selon les récits, le dessein de Dickens ne se révèle que progressivement. Le premier narrateur décrit un monde composé de petites entités se chevauchant en une séquence de causes et de conséquences dont il souligne sans cesse le caractère inévitable ; Esther, au contraire, se révèle comme la force qui disperse le brouillard et la désolation. Ainsi, le personnage potentiellement le plus prédéterminé s'avère peu à peu le plus libre et le plus responsable. Il existe donc un dessein supérieur orientant les événements, schéma général s'appuyant sur le Nouveau Testament dont John Forster écrivait que, pour Dickens, il contenait « les meilleures leçons pouvant guider tous les êtres humains dévoués à la sincérité et à leur devoir »,.

## Vision symbolique et schéma mythique
Selon John Forster, Dickens a lui-même commenté son génie créateur : « Je travaille lentement et avec le plus grand soin, je ne lâche jamais la bride à ma faculté d'invention, je la retiens toujours, et […] je pense que ma faiblesse est de percevoir des relations entre les choses qui ne semblent pas en avoir. » C'est là une profession d'anti-réalisme, puisque son observation transforme aussitôt la réalité. À ce propos, Leonard W. Deen écrit : « Entre les mains d'un grand artiste, la réalité subit un changement radical. La recréation de la réalité par Dickens est violente […]. Les changements opérés par Dickens n'affectent pas les règles et les bases de son monde ; sa métamorphose réside dans le détail de son monde. Le monde de Dickens est le monde de tous les jours déformé. »
Cependant, en conclusion de sa préface, Dickens écrit que son « propos a été de souligner l'aspect romantique des choses familières », écho d'un commentaire sur les Esquisses de Boz publié en 1836 : « le romantique, en quelque sorte, de la vraie vie ». Chesterton abonde dans ce sens lorsqu'il remarque que « Dickens s'est servi de la réalité tout en recherchant le romantique ». D'ailleurs, un an avant qu'il ne commence La Maison d'Âpre-Vent, Dickens publiait dans le premier numéro de son Household Words que son but était « de montrer à tous que dans le familier, même s'il est apparemment repoussant, réside un côté romantique pourvu qu'on se donne la peine de le débusquer ». Robert Newsom résume bien cette attitude lorsqu'il écrit que « Dickens a imposé au lecteur une sorte de double perspective […] qui oblige à voir les choses à la fois sous leur aspect familier et romantique ».
Ainsi, chez Dickens, la réalité, la métaphore, le symbole et le mythe se trouvent pris au piège de la même toile. Le brouillard de la Chancellerie, la fange des rues londoniennes, la demeure campagnarde de Boythorn sont à la fois bien réels et autant d'évocations du Chaos ou de l'Éden, chaque détail du monde qu'il crée étant lesté de sens.

### Une vision symbolique
Bleak House apparaît d'abord comme un monde d'après le déluge, avant que les terres ne soient nettement séparées des eaux, chaos originel au troisième jour de la Création. Ce chaos prend plusieurs formes métaphoriques : celle de la maison Jellyby, jonchée de papiers et de déchets, poissée de crasse, celle de l'entrepôt de Krook, bondé de vieux papiers et de bouteilles vides, celle aussi du quartier de « Tom-All-Alone's » où s'effondrent les maisons et meurent les résidents sous des amas de fumier et de pourriture parasite, corps déformés avec des excroissances monstrueuses. Ainsi, l'Angleterre reste comme « suspendue entre le Déluge et Armageddon », terre de fossilisation et de rigidité que viennent rompre des combustions prémonitoires, celles de Krook, du « bûcher funéraire » prédit par le premier narrateur, auquel fait écho le « chaudron de feu » que Boythorn appelle de ses vœux ; terre aussi de pestilence et de contagion, à propos de laquelle H. M. Daleski relève les allusions à la vermine, aux membres gangrenés, aux gueules de l'Enfer, au labyrinthe des orientations perdues.
Dans ce désordre primitif fleurissent peu à peu trois jardins d'Éden, autant de demeures bien ordonnées. Apparaît d'abord la maison de John Jarndyce, au chapitre 6, désormais sous la houlette d'Esther, avec sa ravissante irrégularité, sa diversité bien maîtrisée et la floraison colorée du jardin. Puis vient la propriété de Boythorn, au chapitre 18, où, entre autres, les arbres fruitiers ployant sous les baies, les légumes du potager, le chant du canari, tout concourt au charme rustique d'une tranquille plénitude et d'une abondante maturité. Enfin se présente la seconde « Bleak House », au chapitre 64, petit cottage à chambres de poupée, copie miniature de la grande, mais enfouie loin de la capitale au cœur du Yorkshire, protégée, sûre, vierge, un lieu de renaissance après que la première s'est purgée des velléités de John Jarndyce, des obsessions de Tom, de la pollution de Jo et du parasitisme de Skimpole.
Avec Esther, La Maison d'Âpre-Vent peut alors se lire comme une parabole. Elle incarne l'ordre domestique, symbolisé par son trousseau de clefs, son sens du devoir et son esprit de sacrifice redonnant du sens à un monde qui l'avait perdu. Comme le laisse entendre son nom biblique, elle s'affirme en sauveur de son peuple par son amour rédempteur, et son heureuse disposition transmute la culpabilité en élan d'amour. Elle subit les affres de la maladie, en ressort purifiée, retrouve la vue, et sa mission est désormais de disperser le brouillard et la boue, le vent froid venu de l'est, puis d'édifier une nouvelle société.

### Un schéma mythique
W. F. Axton relève que « les schémas d'image trouvés dans La Maison d'Âpre-Vent relatifs à l'évolution et à la Providence reflètent très exactement les plus récentes théories et hypothèses développées dans les années 1850, en particulier le nouvel intérêt porté aux données biologiques plutôt que géologiques, l'acceptation grandissante de l'idée d'extinction et le goût de plus en plus prononcé pour l'évolution cosmologique ». Que ce schéma de changement puisse se combiner harmonieusement à la divine Providence reste aléatoire, mais il semble que, au moins socialement, Dickens ait pensé que la synthèse était possible. Pour lui, les pauvres et les opprimés devraient recevoir l'aide d'une société qui se veut chrétienne, alors que, dans le roman, tel le mégalosaure du premier chapitre, elle demeure empêtrée dans sa paralysie ; d'où l'acerbe critique et la conclusion que cette obsolescence conduit à l'implosion, d'où peuvent émerger d'autres institutions ouvrant de meilleures perspectives. Son premier souci concerne la condition humaine des individus en tant que membres de la communauté et aussi comme représentants d'une espèce. Or, soit par l'accident de l'orphelinat ou, le plus souvent, l'irresponsabilité parentale, soit en raison d'un moment déterminant de l'expérience personnelle, soit encore à cause d'une malédiction familiale ou encore de forces immanentes à chacun, certains se trouvent d'emblée difformes, physiquement ou mentalement, chargés d'un secret qu'il convient de dissimuler, soumis à une frustration extrême pouvant conduire au meurtre.
Le meurtre, en effet, représente l'un des axes majeurs du roman qui y est d'abord comme attiré, puis qui s'en dégage progressivement. Les éléments du drame se rassemblent jusqu'au chapitre 28, lequel condense soudain la violence accumulée lorsque le lecteur apprend que Lady Dedlock, en brisant le code sexuel, a bafoué l'honneur aristocratique. Du chapitre 30 au chapitre 36, la tension monte tandis que Vholes aliène Richard, que Bucket kidnappe Jo pour le réduire au silence, mais que Tulkinghorn, loin de garder le secret professionnel, menace de le révéler. Une fois l'éruption déchaînée par ceux-là mêmes dont la mission est de la contenir, la mort frappe avec violence, Jo parce qu'il ne sait rien, Tulkinghorn parce qu'il en sait trop. Alors s'apaise la tension, l'innocence de Jo ayant servi de sacrifice expiatoire (la mort de Tulkingorn peut avoir été méritée), et la suite se contente du schéma habituel des révélations et rétributions.
S'instaure alors un nouvel ordre, fondé sur l'amour, baigné de rayonnement solaire, celui de cette fille de l'été et de l'astre qu'est Esther, et que soutient le noble héros qui devient son époux, glorieux sauveteur d'un naufrage, intrépide médecin des pestiférés, autre pourvoyeur de lumière, promise à Jo (chapitre 47) et Richard (chapitre 66) au plus sombre de leur jour,.

## Adaptations

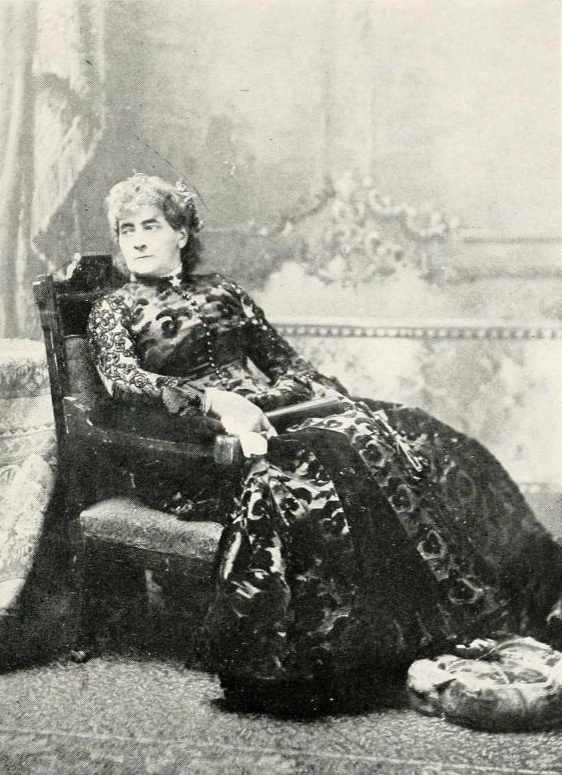
Madame Fanny Janauschek.

Alors que les adaptations des œuvres de Dickens paraissent sur le déclin dans les années 1840, Bleak House figure parmi les six qui restent privilégiées. Les mises en scène fleurissent surtout après la mort de l'auteur en 1870, d'abord centrées sur le personnage de Jo, « Les Aventures de Jo le balayeur de carrefour », « Jo l'orphelin », « Jo le rejeté », voire « L'Arabe de Londres ». Le cinéma muet obtient de beaux succès sur le sujet avec l'actrice américaine Jennie Lee (1848-1925) en Joe, rôle commencé en 1875 et poursuivi sous la direction de son mari, J. P. Burnett, jusqu'en 1921, et l'actrice tchèque Fanny Janauschek (alias Madame Fanny Janauschek, 1830-1904) en Lady Dedlock et Hortense,.
La BBC a réalisé trois adaptations télévisuelles, une en onze parties par Constance Cox en 1959, puis une en huit parties par Jonathan Powell en 1985 et enfin une en quinze parties par Nigel Stafford-Clark en 2005.
En 2015, la BBC réalise une nouvelle série Dickensian, mettant en scène divers personnages de différentes œuvres de Dickens et mélangeant leurs histoires. On y retrouve Lady Dedlock dans sa jeunesse, alors qu'elle s'appelle encore Honoria Barbary (jouée par Sophie Rundle), et sa sœur Frances (Alexandra Moen) ainsi que le capitaine James Hawdon (Ben Starr) et Sir Leicester Dedlock (Richard Cordery). Le sergent George (Ukweli Roach) fait aussi une brève apparition et Mr Tulikinghorn est mentionné à plusieurs reprises. Il est ici sous-entendu que ce serait Boythorn et non Frances qui aurait rompu les fiançailles.

### Texte de référence
- (en) Charles Dickens, Bleak House, New York, W. W. Norton & Co., 1977, 985 p. (ISBN 978-0-39309332-2), préface et notes de George Ford et Sylvère Monod.

### Traductions en français
- Charles Dickens (trad. Mme Henriette Loreau, sous la direction de Paul Lorain), Bleak-House, Paris, Hachette, 1896, 402 p. (1re éd. française : 1857), disponible sur Wikisource Bleak-House/Texte entier, texte de référence.
- Charles Dickens (trad. Sylvère Monod), La Maison d'Âpre-Vent, Paris, Gallimard, coll. « La Pléiade », 1979 (ISBN 2070109534), rééd. sous le titre Bleak House (avec préface d'Aurélien Bellanger), coll. « Folio », 2018  (ISBN 9782070792740).
- Charles Dickens (trad. Henriette Loreau, révisée par Clémence Hérout), La Mystérieuse Lady Dedlock : Bleak House I, Paris, Éditions de l'Archipel, coll. « Archipoche », 2013 (ISBN 9782352875314).
- Charles Dickens (trad. Henriette Loreau, révisée par Clémence Hérout), Le Choix d'Esther : Bleak House II, Paris, Éditions de l'Archipel, coll. « Archipoche », 2013 (ISBN 9782352875352).

### Ouvrages généraux
- (en) Asa Briggs, Victorian People, A Reassessment of People and Themes, 1851-1867, Chicago, University of Chicago Press, 1975, 312 p.
- (en) Philip Hobsbaum, A Reader's Guide to Charles Dickens, New York, Syracuse University Press, 1998, 318 p.
- (en) Paul Schlicke, Oxford Reader’s Companion to Dickens, New York, Oxford University Press, 2000, 675 p. (ISBN 978-0-198-66253-2).
- (en) Charles Dickens (Lettres), The Letters of Charles Dickens, Pilgrim Edition, Oxford, Clarendon Press, 1965-2002, 12 volumes.
- (en) Paul Davis, Charles Dickens from A to Z, New York, Checkmark Books, 1999, 432 p. (ISBN 0816040877).
- (en) John O. Jordan, The Cambridge companion to Charles Dickens, New York, Cambridge University Press, 2001.
- (en) David Paroissien, A Companion to Charles Dickens, Chichester, Wiley Blackwell, 2011, 515 p. (ISBN 978-0-470-65794-2).
- (en) Paul Davis, Critical Companion to Charles Dickens, A Literary Reference to His Life and Work, New York, Facts on File, Inc., 2007, 689 p. (ISBN 0-8160-6407-5).

### Ouvrages spécifiques

#### Charles Dickens et son œuvre
- (en) John Forster, The Life of Charles Dickens, Londres, J. M. Dent & Sons, 1872-1874, édité par J. W. T. Ley, 1928.
- (en) G. K. Chesterton, Charles Dickens, Londres, Methuen and Co., Ltd., 1906.
- (en) G. K. Chesterton, Appreciations and Criticisms of the Works of Charles Dickens, Londres, J. M. Dent, 1911.
- (en) George Gissing, The Immortal Dickens, Londres, Cecil Palmer, 1925.
- (en) Edmund Wilson, Dickens, The Two Scrooges, Boston, Houghton, Mifflin, 1941.
- (en) Humphry House, The Dickens World, Londres, Oxford University Press, 1941, 232 p.
- (en) Lionel Stevenson, The Sewanee Review vol. 51 no 3, Baltimore, Maryland, Johns Hopkins University Press, 1943, « Dickens's Dark Novels, 1851-1857 ».
- (en) Edgar Johnson, Charles Dickens: His Tragedy and Triumph. 2 vols, New York, Simon and Schuster, 1952, 1158 p.
- Sylvère Monod, Dickens romancier, Paris, Hachette, 1953, 520 p.
- (en) K. J. Fielding, Charles Dickens, a critical introduction, Londres, Longmans, Green and Co., 1958, 218 p.
- (en) John Butt et Kathleen Tillotson, Dickens at Work, Londres, Methuen, 1957, 250 p.
- (en) John Hillis-Miller, Charles Dickens, The World of His Novels, Harvard, Harvard University Press, 1958, 366 p. (ISBN 9780674110007).
- (en) E. A. Horsman, Dickens and the Structure of Novel, Dunedin, N.Z., 1959.
- (en) Philip Collins, Dickens and Education, New York, St. Martin's Press, 1963, 258 p.
- (en) Earle Davis, The Flint and the Flame: The Artistry of Charles Dickens, Missouri-Columbia, University of Missouri Press, 1963.
- (en) William John Harvey, Character and the Novel, Ithaca, N.Y., Cornell University Press, 1965, 222 p.
- (en) E. D. H. Johnson, Random House Study in Language and Literature Series, New York, Random House, 1969, 251 p., « Charles Dickens: An Introduction to His Novels ».
- (en) F. R. et Q. D. Leavis, Dickens the Novelist, Londres, Chatto & Windus, 1970, 371 p. (ISBN 0701116447).
- (en) George Leslie Brook, The Language of Dickens, Londres, A. Deutsch, 1970, 269 p.
- (en) Robert L. Patten, Charles Dickens and His Publishers, Oxford, Oxford University Press, 1978, 518 p. (ISBN 0198120761, EAN 978-0198120766).
- (en) Harry Stone, Dickens and the Invisible World, Fairy Tales, Fantasy and Novel-Making, Bloomington et Londres, Indiana University. Press, 1979, xii + 370
- (en) Robin Gilmour, The Idea of the Gentleman in the Victorian Novel, Londres, Boston, Allen & Unwin, 1981, 190 p. (ISBN 0048000051).
- (en) Michael Slater, Dickens and Women, Londres, J. M. Dent & Sons, Ltd., 1983 (ISBN 0-460-04248-3).
- Anny Sadrin, L'Être et l'avoir dans les romans de Charles Dickens, vol. 2, Lille et Paris, Atelier national de reproduction des thèses ; diffusion Didier Érudition, 1985, 800 p.
- (en) Kathryn Chittick, The Critical Reception of Charles Dickens 1833-1841, New York, Londres, Garland, 1989, 277 p. (ISBN 0-8240-5620-5).
- (en) Alexander Welsh, The City of Dickens, Cambridge (Mass.) et Londres, Harvard University Press, 1986, 232 p.
- (en) Beth Herst, The Dickens Hero : Selfhood and Alienation in the Dickens World, Londres, Weidenfeld and Nicolson, 1990, 206 p.
- (en) Peter Ackroyd, Charles Dickens, Londres, Stock, 1993, 1234 p. (ISBN 978-0099437093), (fr) traduit par Sylvère Monod, Paris, Stock, 1993, 1234 p.
- (en) Philip Collins, Dickens and crime, Londres, Macmillan, 1994, 371 p.
- (en) Philip Collins, Charles Dickens, The Critical Heritage, Londres, Routletge, 1996, 664 p.
- (en) Hilary Schor, Dickens and the Daughter of the House, Cambridge, Cambridge University Press, 1999.
- (en) Juliet John, Dickens's Villains : Melodrama, Character, Popular Culture, Oxford, Oxford University Press, 2001, 258 p.
- (en) John Bowen et Robert Patten, Palgrave Advances in Charles Dickens Studies, New York, Palgrave Macmillan, 2006.
- (en) Linda M. Lewis, Dickens, His Parables, and His Readers, Columbia, University of Missouri Press, 2011, isbn=
- (en) R. E. Pritchard (éd.), Dickens's England : Life in Victorian Times, Stroud, Gloucestershire, The History Press, 2009, 284 p.
- Lucien Pothet, Mythe et tradition populaire dans l'imaginaire dickensien, Paris, Lettres modernes, coll. « Bibliothèque Circé » (no 1), 1979, 281 p. (ISBN 2-256-90787-2, BNF 34652328).
- Anny Sadrin, Dickens ou Le roman-théâtre, Paris, Presses universitaires de France, 1992, 219 p. (ISBN 213044069X, EAN 9782130440697).
- Zaynab Obayda, L'enfance orpheline et la défaillance parentale dans les romans de Dickens : le génie stylistique de l'écrivain engagé, Nancy, Université Nancy 2, 1997.
- Marie-Amélie Coste, L'être et le paraître dans les romans de Charles Dickens, Paris, Atelier national de Reproduction des thèses, 2006, 540 p.
- (en) Angus Wilson, The World of Charles Dickens, Harmondsworth, Penguin Books, 1972 (ISBN 0140034889, EAN 9780140034882).

#### SurLa Maison d'Âpre-Vent
Pour trouver d'utiles compléments, voir en ligne Bleak House Page, Bleak House Bibliography for 2012, Dickens Universe and adjunct conference sur Dickens, Author and Authorship in 2012 et Supplemental Reading About Bleak House.

##### Généralités
- (en) Robert Newsom, Dickens on the Romantic Side of Familiar Things: Bleak House and the Novel Tradition, New York, Columbia University Press, 1977, p. 114-162.
- (en + fr) Robert Ferrieux, Bleak House, Perpignan, Université de Perpignan Via Domitia, 1983, 162 p.
- (en) Harold Bloom, Dickens's Bleak House, Chelsea House Pub, 1987, 175 p. (ISBN 0877547351, EAN 978-0877547358).

##### Titre
- (en) George Ford, Dickensian, Londres WC1N 2LX, The Charles Dickens Museum, 48 Doughty Street, mai 1969, chap. 65 (« The Titles for Bleak House »), p. 84-89.

##### Illustrations
- (en) Jane Rabb Cohen, Charles Dickens and His Original Illustrators, Harvard, Harvard University Press, 1968.

##### Esther Summerson
- (en) James H. Broderick et John E. Grant, Modern Philology, Chicago, The University of Chicago Press, 1958, « The Identity of Esther Summerson », p. 252 sq.
- (en) William Axton, Modern Language Quarterly, 1965, « The Trouble With Esther », p. 545-557.
- (en) William Axton, The Dickensian 62, 3, Canterbury, University of Kent, 1966, « Esther's Nicknames, A Study in Relevance », p. 158-163.
- (en) Alex Zwerdling, PMLA, vol. 88, Los Angeles, 1973, « Esther Summerson Rehabilitated », p. 429-439.
- (en) Judith Wilt, Nineteenth-Century Fiction, Berkeley, University of California Press, 1973, « Confusion and Consciousness in Dickens's Esther », p. 275 sq.
- ֵֵ(en) Crawford Kilian, Dickensian Review, vol. 54, 1974, « In Defence of Esther Summerson », p. 318–328.
- (en) Paul Eggert, Dickens Studies Newsletter, vol. 11, 1980, « The Real Esther Summerson », p. 74-81.
- (en) Patricia R. Eldredge, « The Lost Self of Esther Summerson, a Horneyan Interpretation of Bleak House », dans B. J. Paris, Third force psychology and the study of literature, Rutherford N. J., Fairleigh Dickinson University Press, 1986.
- (en) Lawrence Frank, Dickens Studies Annual, vol. 4, Brooklyn, AMS Press, Inc., 1975, « Through a Glass Darkly, Esther Summerson and Bleak House », p. 92 sq.

##### Autres personnages
- (en) Trevor Blount, Nineteenth-Century Fiction, vol. 21, No. 2, Berkeley, University of California Press, 1966, « Sir Leicester Dedlock and 'Deportment' Turveydrop, Some Aspects of Dickens's use of parallelism », p. 149 sq.
- (en) Eugene F. Quirk, The Journal of English and Germanic Philology, vol. 72, No. 4, Urbana, IL 61801, University of Illinois Press, 1973, « Tulkinghorn's Buried Life, a Study of Character in Bleak House », p. 526 sq.
- (en) Harvey Peter Sucksmith, Dickens Studies Annual: Essays on Victorian Fiction, vol. 4, Brooklyn, N. Y. 11205-1073, AMS Press, Inc., 1975 (ISBN 0-404-18524-X), « Sir Leicester Dedlock, Wat Tyler and the Chartists in Bleak House, the Role of the Ironmaster in Bleak House ».

##### Société, histoire, ville
- (en) John Butt, Nineteenth-Century Fiction, 10.1, 1955, « Bleak House in the Context of 1851 », p. 1-21.
- (en) Trevor Blount, The Review of English Studies, New Series, vol. XIV, Oxford, Oxford University Press, 1963, « Society and the Sloane Scandal of 1850 Again », p. 63.
- (en) Trevor Blount, The Review of English Studies, New Series, vol. XIV, 56, Oxford, Oxford University Press, 1963, « The Graveyard Satire of Bleak House in the context of 1850 », p. 370-378.
- (en) Trevor Blount, Modern Language Quarterly, 25(3), Washington, University of Washington Press, septembre 1964, « The Chadbands and Dickens's View of Dissenters », p. 295-307.
- (en) Trevor Blount, The Modern Language Review, vol. 60, No. 3, juillet 1965, « Dickens's Slum satire in Bleak House », p. 340-351, publié par Modern Humanities Research Association Stable, « La satire des taudis » (consulté le 11 avril 2013).
- (en) Philip Collins, Dickens Studies, vol. 3, Los Angeles, University of California Press, 1967, « Bleak House and the Sloane Scandal of 1850 », p. 63.
- (en) Ellen Moers, The Dickensian, 69, 1973, « Bleak House, the Agitating Women », p. 13-24.
- (en) Chris. Vanden Bossche, Victorian Studies, vol. 47, N°1, Berkeley, University of California Press, 2004, « Class Discourse and Popular Agency in Bleak House », p. 7-31.
- (en) Brenda Ayres, Dissenting Women in Dickens' Novels: The Subversion of Domestic Ideology, Westport, CT, Greenwood Press, 1998, 204 p.

##### Technique de narration
- (en) Knud Sørensen, Subjective Narration in Bleak House, Londres, English Studies, 40, 1959, p. 431-439.
- (en) Robert A. Donovan, ELH, vol. 29, No. 2, Baltimore, Maryland, The Johns Hopkins University Press, juin 1962, « Structure and Idea in Bleak House », p. 175-201.
- (en) Stephen Charles Gill, Nineteenth Century Fiction, 22, Los Angeles, University of California Press, 1967, « Allusion in 'Bleak House': A Narrative Device », p. 152-163.
- (en) Doris Stringham Delespinasse, Nineteenth-Century Fiction, Los Angeles, University of California Press, 1968, « The Significance of Dual Point of View in Bleak House », p. 253 sq.
- (en) Jacob Korg (éd.), Twentieth Century Interpretations of Bleak House: A Collection of Critical Essays, Englewood Cliffs, NJ, Prentice-Hall, 1968, « Bleak House and The Trial », p. 103-105.
- (en) Albert J. Guerard, The Southern Review, Baton Rouge, LA 70808, LSU Press, 1969, « Bleak House, Structure and Style », p. 332 sq.
- (en) Ann Ronald, Dickens Studies Newsletter, Louisville, Ky, Dickens Society, 1975, « Dickens's Gloomiest Gothic Castle », p. 71-75.
- (en) Robert Newsom, Dickens on the Romantic Side of Familiar Things: Bleak House and the Novel Tradition, New York. NY, Columbia University Press, 1977, p. 114-62n37.
- (en) Merritt Moseley, South Atlantic Review, vol. 50, No. 2, South Atlantic Modern Language Association, mai 1985, « The Ontology of Esther's Narrative », p. 35-46, .
- Henri Suhamy, Les Figures de Style, Paris, PUF, coll. « Que sais-je ? », 2004, 125 p. (ISBN 2 13 054551 3).

##### Thèmes et symboles
- (en) Jerome Thale, Nineteenth-Century Fiction, Los Angeles, University of California Press, 1967, « The Imagination of Charles Dickens, Some Preliminary Discriminations », p. 127 sq.
- (en) Anne Y. Wilkinson, Journal of English Literary History, vol. 34, Baltimore, MD 21218, Johns Hopkins University Press, 1967, « From Faraday to Judgment Day », p. 22547 (Signification de la combustion spontanée de Krook).
- (en) Michael Steig et F. A. C. Wilson, Modern Language Quarterly, vol. 33, Durham, NC 27708, Duke University Press, septembre 1972, « Hortense versus Bucket, The Ambiguity of Order in Bleak House », p. 289-299.
- (en) John Carey, The Violent Effigy, A Study of Dickens's Imagination, Londres, Faber and Faber, Ltd, 1973, 183 p. (ISBN 0571102395, EAN 9780571102396) (Violence, ordre, morbidité, enfants).
- (en) Ian Ousby, Nineteenth-Century Fiction, n° 29, Los Angeles, University of California Press, mars 1979, « The Broken Glass, Vision and Comprehension in Bleak House », p. 381-392.
- (en) John R. Reed, Clio: A Journal of Literature, History, and the Philosophy of History, vol. 8, 2, Fort Wayne, IN., Indiana University-Purdue University Fort Wayne, 1979, « Freedom, Fate and The Future in Bleak House », p. 175 sq.
- (en) Jahn Karen, Studies in the Novel, vol. 18, No. 4, Denton, Texas, University of North Texas, 1986, « Fit to Survive: Christian Ethics in Bleak House », p. 367-380.
- Anne-Gaëlle Fayemi-Wiesebron, L'objet dickensien, entre profusion et vide : étude de l'objet dans David Copperfield, Bleak House et Great Expectations, Rennes, Université Rennes II, 2012, 309 p.